# امپراتوری روم
امپراتوری روم (به لاتین: Imperium Romanum) یک دوره پس از جمهوری روم در عصر روم باستان بود که بر پهنه وسیعی از اطراف دریای مدیترانه واقع در اروپا، شمال آفریقا و غرب آسیا حکومت می‌کرد. این امپراتوری یکی از بزرگ‌ترین امپراتوری‌های در زمان خود بوده و به همراه حکومت‌های ایرانی شاهنشاهی اشکانی و شاهنشاهی ساسانی یکی از دو ابرقدرت بزرگ جهان باستان عصر خود محسوب می‌شد.
در امپراتوری روم که با وجود دگرگونی‌ها و فراز و نشیب بسیار از حدود سال ۲۷ قبل از میلاد تا ۴۷۶ بعد از میلاد دوام آورد تقریباً تمام دنیای متمدن کهن مغرب از لحاظ سیاسی متحد گردید و مردم نسل بعد از نسل در سایهٔ صلح و آرامش زندگی کردند. رم مرکزی بود که در اطراف آن از هر سو دنیائی که در آن زمان مکشوف و معلوم بود حلقه‌وار آن را دربرگرفته‌بود. امپراتوری اصولاً مرکب بود از سواحل دریای مدیترانه؛ دریائی که شاهراه وسایل نقلیه و مواصلات بود و به‌جز گالیای شمالی (فرانسه کنونی) و بریتانیا و حوزه رود راین هیچ نقطه‌ای از امپراتوری فاصله‌اش با این سواحل بیش از دویست میل نبود. این تمدن متحدالشکل بود، یک ملیت از ملیت دیگر متمایز نبود و تنها اختلاف فرهنگی اساسی این بود که در شرقِ ایتالیا زبان مهم یونانی بود و در ایتالیا و غرب آن به لاتین تکلم می‌شد. همه‌جا شهرهایی به‌وجود آمده بود که در آن‌ها مردم به داد و ستد و تبادل آرا و افکار با یکدیگر مشغول بودند. عدهٔ این شهرها در شرق به‌مراتب زیادتر بود زیرا بیشتر صنایع دستی در آنجا رواج داشت و بیشتر مردم در این قسمت از امپراتوری اجتماع کرده‌بودند امّا در مغرب نیز شهرهایی پدید آمده‌بود. در حقیقت اکثر شهرهای کهنسال فرانسه، اسپانیا، انگلستان، آلمان غربی و جنوبی به خود می‌بالند که در دوران تسلط رومی‌ها وجود داشته‌اند.
رومی‌ها استعداد عجیبی در سازمان‌دادن، اداره امور حکومت و وضع قوانین داشتند. هرگز در تاریخ سابقه نداشت که لشکریان را این‌طور با نظم و ترتیب در دوران باستان طویلی نگه‌دارند و با صدور یک فرمان آنان را به چنین فاصله بعیدی گسیل دارند و با آرایش و حرکت دادن آن‌ها تا این اندازه در میدان‌های نبرد از وجودشان استفاده کنند. هرگز سابقه نداشت که از یک مرکز واحدی بر این همه انبوه جماعات مردم حکومت نمایند.
به‌لحاظ محلی شهرها و دولت-شهرها در بسیاری از امور داخلی خویش مستقل و خودمختار بودند؛ اما بالاتر از اینها عده‌زیادی از امرای امپراتوری (برای نمونه لگاتوس) قرار داشتند که از نظر درجه و مرتبه تدریجاً بالا می‌رفتند تا می‌رسید به شخص امپراتور روم. دستگاه امپراتوری همچنین حافظ صلح (یا پاکس رومانا) بود و حتی تا اندازه‌ای عدالت را در میان اتباع بیشمار خویش مجری می‌دانست و مقننین به تدوین و وضع اصولی می‌پرداختند که از آن پس به قوانین روم شهره شدند.
امپراتوری روم مشتمل بر دنیای متمدن قدیم (مغرب ایران) از جمله مصر، یونان، آسیای صغیر و سوریه بود که هرکدام ایالتی از ایالات روم شدند و در هیچ‌کدام روم نفوذ عمیقی برجا نگذاشت مگر از لحاظ سیاسی در قلمرو غربی‌اش، یعنی نواحی امروزی اسپانیا، پرتغال، فرانسه، سوئیس، بلژیک، بریتانیا، تونس، الجزایر و مراکش. رومی‌ها اگرچه در غلبه و استیلای خویش رحم و شفقتی نشان نمی‌دادند اما دست‌کم قاصد تمدن بودند و به عبارتی دیگر به این نواحی عقب‌افتاده عصارهٔ تمدن کهن یونانی-رومی را تحویل دادند. رومی شدن این نواحی چنان شدید بود که زبان لاتین در مغرب زبان رایج مردم گردید. بعداً در آفریقا، عربی جای لاتین را گرفت امّا در سایر جاها به‌ویژه در فرانسه، اسپانیا، ایتالیا و پرتغال تا به امروز آثار تحریف شدهٔ لاتین باقی‌مانده است.
تا قبل از قرن دوم پیش از میلاد، رومی‌ها در قالب جمهوری روم، بیشتر نواحی غرب اروپا، شرق نزدیک و شمال آفریقا را تحت کنترل داشتند. با صدور فرمان میلان در ۳۱۳ میلادی توسط کنستانتین یکم نوع حکومت تغییر نموده و آیین نوین مسیحیت در آن رسمیت یافت. در سالِ ۳۹۵ پس از میلاد با مرگ تئودوسیوس اول امپراتوری به دو پاره شرقی و غربی شد. دو پاره شدن امپراتوری موجب دو پاره شدن فرهنگ اروپایی و مسیحیتِ اروپایی شد؛ چنان‌که دولت روم شرقی نماینده فرهنگ یونانی و کلیسای ارتدکس بود و زبان یونانی در آن رواج داشت، و دولت روم غربی هم نماینده فرهنگ لاتین.
در قرن پنجم میلادی، مرزهای امپراتوری روم مورد تاخت و تاز بربرهایی که تشنه تصرف سرزمین‌های تازه بودند قرار گرفت. بربرهای گوت، واندال، بورگاندی که از نژاد ژرمن بودند و همچنین هون‌های آتیلا در این تاخت و تاز شرکت داشتند. رومیها در بعضی موارد با بربرها مصالحه می‌کردند. گاهی نیز با ایجاد تفرقه در بین قبایل، آن‌ها را تضعیف می‌کردند. در اواخر قرن پنجم میلادی، امپراتوری روم غربی فروپاشید، و بربرها حکومتهای پادشاهی جدیدی در اروپا بنا نهادند. در سال ۴۷۶ میلادی، آخرین امپراتور روم غربی، رومولوس آگوستولوس، توسط فرمانده سپاهان اودوآکر که یک بربر بود، از قدرت کنار زده شد. بدینسان، امپراتوری روم غربی، تحت سلطه بربرها قرار گرفت. اما اندیشه ایجاد مجدد امپراتوری در غرب هیچگاه فراموش نشد و این امر را می‌توان در امثال شارلمانی و ناپلئون مشاهده کرد. با این حال نیمهٔ دیگر امپراتوری، یعنی امپراتوری روم شرقی تا سال ۱۴۵۳ میلادی، که به دست ترکان عثمانی برافتاد، پابر جا ماند.
امپراتوری روم دو نتیجهٔ بزرگ برای دنیای غرب به‌بارآورد: یکی متحد کردن طوایف و اقوام مختلف اروپا زیر یک بیرق و تشکیل کشوری پهناور و دولتی نیرومند؛ دوم حفظ تمدن یونان و روم از زوال کامل هنگام هجوم قبایل وحشی در قرن پنجم میلادی. هنر بزرگ رومیان آشنایی با شیوهٔ حکمرانی بود؛ آنان با ملل و اقوام مغلوب مهربانی می‌کردند و به ایشان می‌نمودند که منافعشان با آنِ روم یکی است، به هرمحل استقلال داخلی می‌دادند، عضویت جامعٔ روم و پذیرفتن تابعیت آن را برایشان آزاد می‌گذاشتند و بدیشان حق می‌دادند که به‌مقامات عالی نایل شوند. در نتیجه، قبایل مغلوب حاضر می‌شدند از شخصیت خویش چشم بپوشند و از جامعه و دین و عادات و نام‌خانوادگی و زبان قبیلهٔ خود دست‌بدارند. بدین‌ترتیب، وحدت زبان و قانون و پول و قواعد بازرگانی پدید آمد و آرامش و نظم در امپراتوری برقرار شد و همه از نعمت نظم و امنیت بهره‌مند شدند؛ زبان لاتین همگانی شد و جملگی اتباع ــ غیر از طبقات پست ــ بدان تکلم کردند، و تنها در مدیترانه شرقی زبان و فرهنگ یونانی برتری داشت که در آنجا نیز رومیان نکوشیدند زبان و فرهنگشان را بر مردم تحمیل کنند، بلکه با فراست از علوم و ادبیات آنان استفاده بردند و تمدن خود را گستراندند. اگر رومیان مانند روس‌ها و اتریشیان و آلمانیان، که بعدتر آمدند، می‌کوشیدند تمدن خود را بر قبایل مغلوب تحمیل کنند، یک ملت و امپراتوری نیرومند ایجاد نمی‌شد.

## پیشینه

گسترهٔ زمانی امپراتوری روم:
جمهوری روم ۵۰۹ تا ۲۷ پ.م.
امپراتوری روم ۲۷ پ. م تا ۳۹۵ م.
امپراتوری روم غربی ۳۹۵ تا ۴۷۶ م.
امپراتوری روم شرقی ۳۹۵ تا ۱۴۵۳ م.

پس از سقوط نظام پادشاهی روم (۷۵۰ تا ۵۱۰ پیش از میلاد) و به پیشنهاد لوکیوس یونیوس بروتوس، مجمعی همگانی متشکل از پلبی‌ها و پاتریسین‌های رومی تشکیل شد، تا هربار یکی از سناتورها برای مدتی به عنوان رئیس حکومت برگزیده شود. برای جلوگیری از قدرت گرفتن رئیس از موقعیت خود، دو نفر یا دو کنسول با اختیارات مساوی در رأس حکومت قرار دادند. مهم‌ترین وظیفه کنسول، اداره دولت و اجرای قوانین تصویب شده در مجلس سنا بود. هر یک از این دو کنسول ارتش مجزایی داشتند. در حکومت جمهوری نیز مجلس سنا همچنان حق قانون‌گذاری و عزل و نصب کارگزاران دولتی از جمله قضاوت و مأموران جمع‌آوری مالیات را بر عهده داشتند.
به تدریج و با توسعه روم، جاده‌هایی امن و مستحکم از پایتخت روم به شهرهای دوردست ساخته شد. ساخت این جاده‌ها که با امتیاز بسیار دیگری همراه بود، باعث محکم تر شدن پیوندهای سیاسی و اجتماعی میان مردم شد، تا آنجا که در اواخر قرن دوم پیش از میلاد، تقریباً همه مردم شمال و جنوب ایتالیا علاوه بر خط لاتین، آداب و رسوم رومی‌ها را پذیرفته و جزئی از ملت واحد روم شده بودند.
جمهوری روم نبردهای بسیاری با یونانیان، کارتاژی‌ها، سلوکیان و پارتی‌های ایرانی داشتند و در اثر این نبردهای گوناگون قلمروی وسیع یافتند. اوج قدرتشان در زمان حکومت سه‌نفره ژولیوس سزار، کراسوس و پومپیئوس بود. اما سزار پس از مدتی قدرت را در انحصار خود درآورد و جمهوری روم را به صورت دیکتاتوری‌ای در چنگ خود داشت. با قتل او در ۱۵ مارس ۴۴ قبل از میلاد جمهوری دچار افول شد و نهایتاً فروپاشید.

## شکل‌گیری عصر امپراتوری

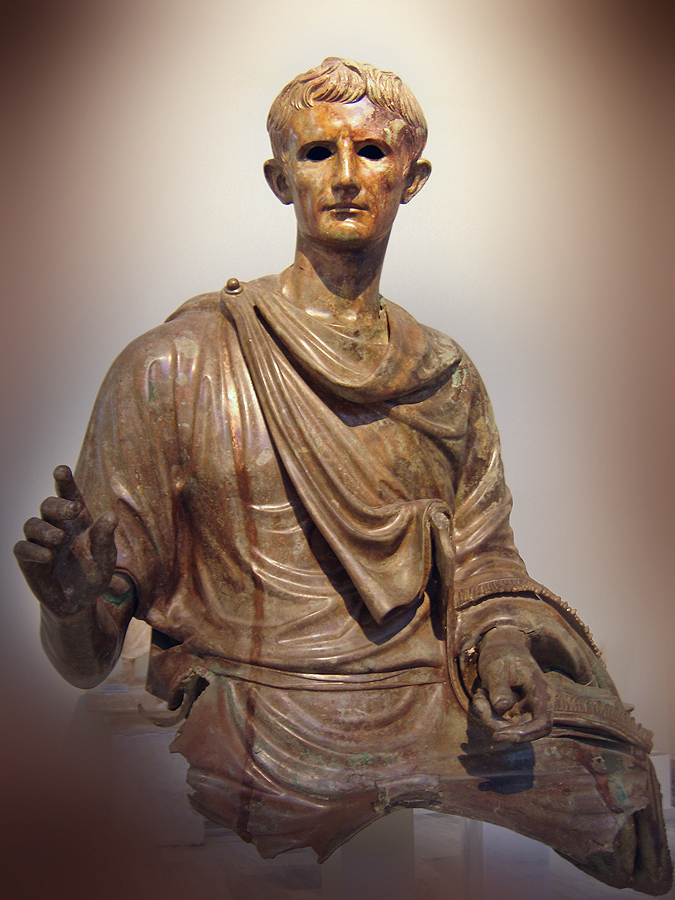
قطعه مجسمه برنزی از سوارکاری آگوستوس، قرن یکم میلادی.

آگوستوس (با نام پیشین اکتاویان)، نوهٔ خواهر و وارث سزار، پس از مرگ او خود را جانشینش نامید. جنگ‌ها و منازعاتی میان حامیان او و جمهوری‌خواهان رخ داد و نهایتاً پس از پیروزی آگوستوس در نبرد آکتیوم و متعاقب آن مرگ مارک آنتونی و کلئوپاترا، دیگر رقیب قدرتمندی برای وی وجود نداشت. اکتاویان به تنها حکمران روم تبدیل شده بود و بلافاصله دست به اصلاحات گسترده زد. زمانی که اکتاویان به امپراتوری برگزیده شد و فرمانروایی جهان روم را به دست گرفت، مجلس سنا لقب آگستوس (بلند مرتبه) را به وی اعطا کرد.
پیش از اینکه او به مقام امپراتوری برسد، لقب سزار یا قیصر را به عنوان جزئی از نام خانوادگی خود انتخاب کرده بود اما بعدها به عنوان و لقب رسمی امپراتور تغییر پیدا کرد. آگوستوس می‌دانست که مقام امپراتوری برای رومی‌ها که قرن‌ها با نظام جمهوری خو گرفته بودند، نوعی وحشت و نگرانی به بار داشت. او به دنبال این بود که تَوَهُم وجود حکومت جمهوری مشروطه را حفظ کند، به همین دلیل بود که در سال ۲۷ قبل از میلاد، رسماً تمام اختیارات فوق‌العاده خود را به مجلس سنا واگذار کرد. اما تمام سناتورهایی که از طرفداران خود وی بودند، این موضوع را نپذیرفتند و از او تقاضا کردند تا قدرت را در دست خود نگه دارد. بنابر گزارش‌ها، زمانی که مردم عادی روم متوجه شدند که امپراتورشان قصد کناره‌گیری دارد، دست به شورش زدند. مجلس سنا و آگوستوس توانستند به یک توافق برسند که براساس آن، مشروعیت و اعتبار لازم به عنوان حاکم مطلق به آگوستوس داده می‌شد و به مردم اطمینان می‌داد که او یک حاکم ظالم نیست و از همان زمان، دوره طولانی مدتی تحت عنوان پاکس رومانا (به معنی صلح رومی) آغاز شد.

## سلسله آگوستوس جولیا
نخستین امپراتوران رومی از اعضا خانواده آگوستوس بودند. با اینکه از دخترش جولیا صاحب ۳ نوه بود، اما هیچ‌یک از آن‌ها آنقدر زنده نماندند تا جانشین پدربزرگشان شوند. به همین دلیل آگوستوس پسر خوانده‌اش را که پسر زن اولش بود، به عنوان جانشین خود به سنا معرفی کرد.

### تیبریوس (۱۴ تا ۳۷ میلادی)

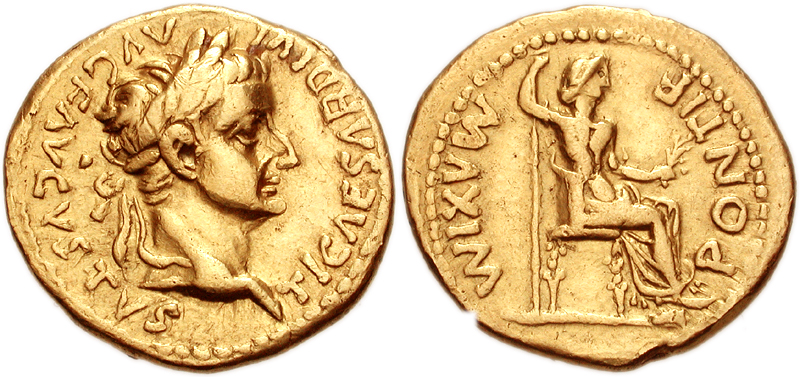
روی سکه تصویری از تیبریوس، پشت سکه تصویری از همسر اول لیویا به عنوان صلح اورئوس کشیده شده.

سال‌های نخستین حکومت تیبریوس با صلح و آرامش همراه بود. او که دارای قدرت‌های همه‌جانبه و مطلق بر روی همه روم و رومیان بود و خزانه امپراتوری را غنی کرده بود، طولی نکشید که حکومتش مورد حمله قرار گرفت. در سال ۱۹ میلادی، او به خاطر مرگ برادرزاده‌اش که طرفدار ژرمن‌ها بود، مورد سرزنش قرار گرفت. در سال ۲۳ میلادی نیز با کشته شدن پسرش در میدان جنگ، گوشه‌نشین و مُنزَوی شد و شروع به محاکمه و اعدام کسانی کرد که متهم به وطن فروشی و خیانت بودند. او پس از مدتی قدرت را به فرمانده و بخشدار قدرتمند گارد پرتورین خود، سجانوس واگذار کرد و خود در سال ۲۶ میلادی، بازنشسته شد. اما سجانوس در غیاب امپراتور شروع به تحکیم و تثبیت قدرتش کرد و با اشتیاق به شکنجه و آزار و اذیت مردم پرداخت. در این زمان با شکایت مردم و سناتورها، تیبریوس دوباره به قدرت بازگشت و سجانوس را همراه شُرَکای وی اعدام کرد. شکنجه و آزار و اذیت به دلیل بدگمانی وی تا آخر حکومتش ادامه داشت.

### کالیگولا (۳۷ تا ۴۱ میلادی)

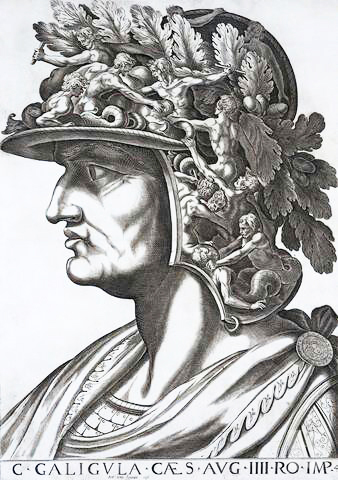
نقاشی خیالی رنسانسی از تصویر کالیگولا

در زمان مرگ تیبریوس بیش‌تر افرادی که احتمال می‌رفت جانشین وی شوند، به طرز وحشیانه‌ای به قتل رسیده بودند. جانشین قانونی او که انتخاب خود تیبریوس نیز بود، برادرزاده‌اش گایوس بود که بیش‌تر به کالیگولا یا پوتین کوچک مشهور بود. کالیگولا کار خود را خوب آغاز کرد. او به شکنجه‌ها و آزار و اذیت‌ها پایان داد و سوابق و پیشینه عمویش را سوزاند و از اذهان مردم پاک کرد، اما متأسفانه خیلی سریع به دام بیماری افتاد.
او دچار نوعی بیماری تزلزل عقلی و روانی شد که به اختلالِ مَشاعِر و دیوانگی مُنجَر گشت. کالیگولا دستور داد تا مجسمه‌ای از خودش بسازند و در معبد اورشلیم قرار دهند که بدون شَک مُنجَر به شورش شد. او فرمان می‌داد تا مُزدورانش به‌طور مخفیانه افرادی از وابستگان و طرفدارانش را به قتل برسانند، بعد آن‌ها را به قصر خودش احضار می‌کرد و زمانی که این افراد حاضر نمی‌شدند، با شوخی و مسخرگی می‌گفت که آن‌ها حتماً خودکشی کرده‌اند. کالیگولا در اواخر عمر حمله‌ای را به ایران آغاز نمود و تلاش کرد دولت اشکانی را ساقِط کند، اما موفقیتی به دست نیاورد. کالیگولا سر انجام در سال ۴۱ میلادی، به دست رئیس گارد سلطنتی خود ترور شد. در این میان تنها عضو خاندان سلطنتی که از فتنه‌های او جان سالم به در برده بود، عمویش کلادیوس بود.

### کلادیوس (۴۱ تا ۵۴ میلادی)

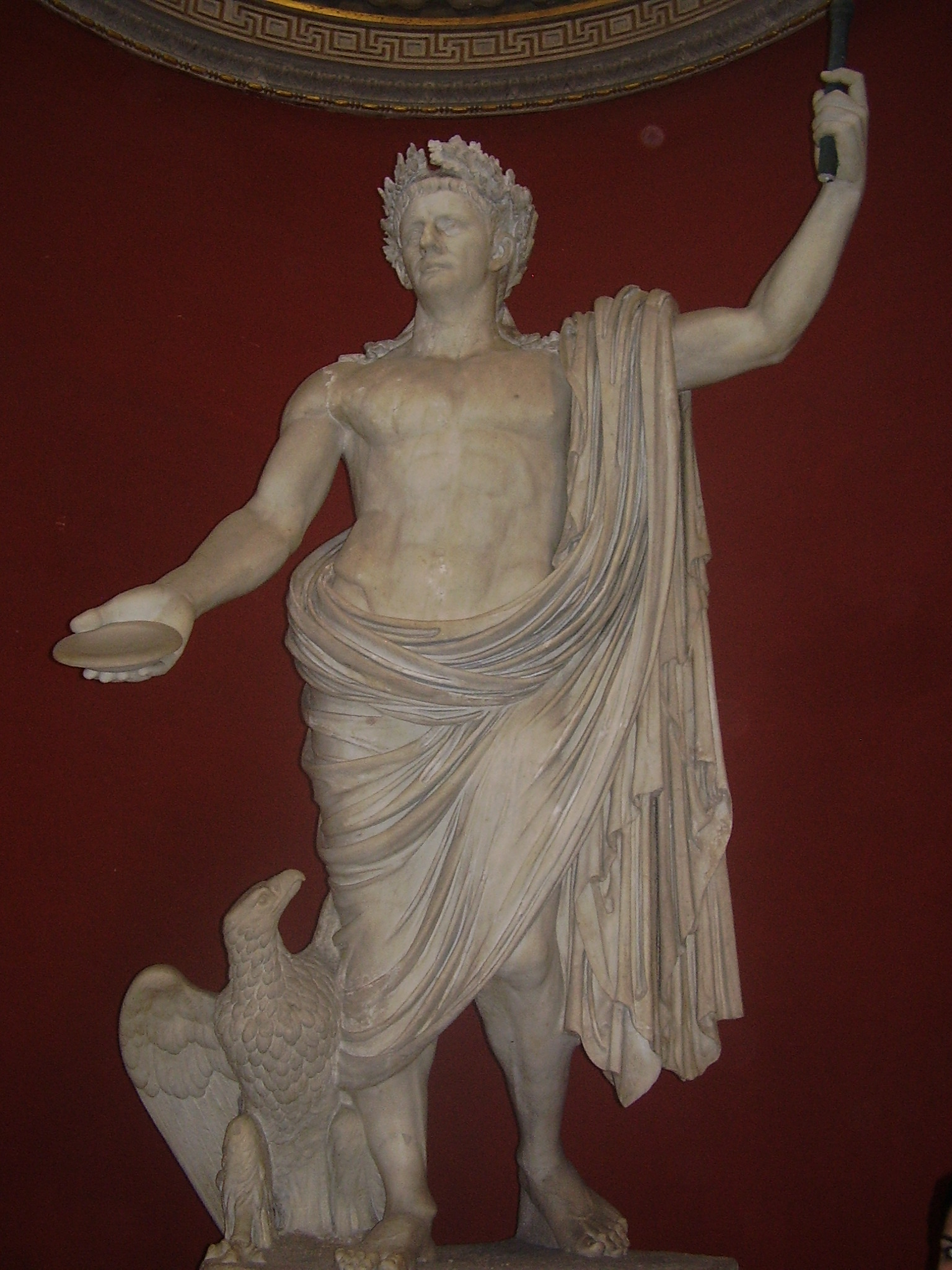
کلادیوس به عنوان ژوپیتر خدای رومیان به تصویر کشیده شده است، موزه واتیکان.

از کلادیوس به عنوان یک انسان ضعیف‌النفس و احمق یاد می‌شود، با این وجود، او نه مثل عمویش تیبریوس گرفتار شک و بدگمانی بود و نه مثل کالیگولا دیوانه؛ بنابراین، قادر بود تا با توانایی عاقلانه و منطقی بر روم حکومت کند. او در زمان حکومت خود، دستگاه اداری خود را بهتر کرد و مانع از دیوان‌سالاری در دستگاه‌های اداری شد و حقوق شهروندی را بالا برد. او در سال ۴۳ میلادی، طی یک حمله موفق، بریتانیا را فتح کرد و آنجا را مستعمره روم ساخت و همچنین بیشتر استان‌های شرقی را به امپراتوری ملحق کرد و همچنین دستور داد تا در جنوب روم چند بندرگاه بسازند. کلادیوس در زندگی شخصی خود چندان موفق نبود. همسر اولش میسالینا به او خیانت کرد و زمانی که کلادیوس به این موضوع پی برد او را اعدام کرد و با برادرزاده‌اش آگریپینا جوان ازدواج کرد. آگریپینا توانست همراه چند تن از برده‌های آزاد شده امپراتوری (یا همان ارکان دولتی که اصیل زاده بودن)، میزان زیادی از قدرتهای استبدادی او را از چنگش در بیاورد و به‌جای او و در پشت صحنه حکومت کند. اگرچه گزارشهای ضِد و نَقیضی در مورد مرگ کلادیوس وجود دارد، اما این احتمال قوی است که آگریپینا به طرز ماهرانه‌ای امپراتور را مسموم کرده باشد. مرگ کلادیوس راه را برای به قدرت رسیدن پسر ۱۷ ساله آگریپینا هموار کرد، پسری به نام لوسیوس دامیتیوس نرون.

### نِرون (۵۴ تا ۶۸ میلادی)

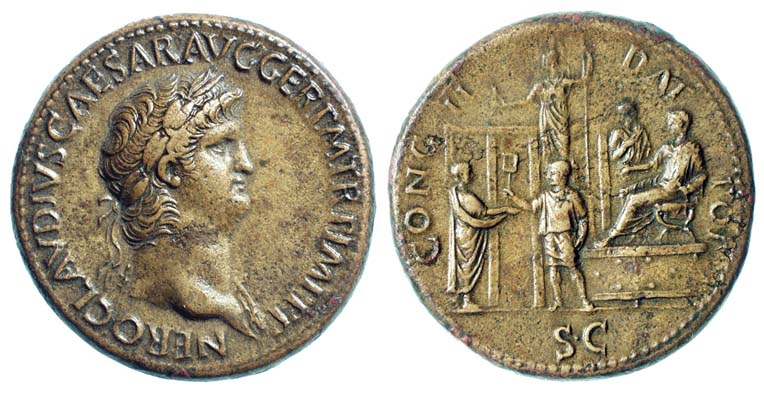
سکه‌ای از نرون، توزیع خیریه برای هر شهروند(۶۴ تا۶۶).

در اوایل حکومت نرون او به‌طور کامل متمرکز شده بود به مادرش  اگریپینا جوان و در همه حکومت خود با مادر خود مشترکاً حکم می‌راند اما بزودی نرون از مداخله بیش از حد مادر خود در زندگی شخصی و کلیه حکومتش بشدت ناراضی شد و او را کشت. نرون در طول فرمانروایی خود، بیشترین تمرکزش روی سیاست، تجارت و گسترش فرهنگی روم بود. او سالن‌هایی برای تئاتر ساخت و مسابقات کُشتی را ترتیب داد. از جمله کارهایی که در زمان فرمانروایی او انجام شد، جنگ با اشکانیان بود که سرانجام به امضاء قرارداد صلح با امپراتور اشکانیان منتهی شد. سرکوبی شورش بریتون در خلال سال‌های ۶۰ تا ۶۱ میلادی و گسترش روابط فرهنگی با یونان از دیگر کارهای مهم او بود. با این وجود، نِرون یک امپراتور مُستَبِد و ظالم بود، به‌طوری‌که در سال ۶۴ میلادی، زمانی که شهر رم به خاطر آتش‌سوزی در حال نابود شدن بود، به کارهای بیهوده از جمله نقاشی و سرودن شعر می‌پرداخت. چهار سال بعد از واقعه، نِرون در یک کودتای نظامی از قدرت ساقِط شد و برای اینکه توسط مجلس سنا اعدام نشود، خودکشی کرد.

## سالی با چهار امپراتور (۶۸ تا ۶۹ پس از میلاد)
خودکشی اجباری امپراتور نرون در سال ۶۸ میلادی، باعث جنگ قدرت یکساله‌ای میان فرماندهان ارتش شد، که از آن به سال چهار امپراتور یاد می‌شود. طی این یکسال (که از ژوئن سال ۶۸ تا دسامبر سال ۶۹ طول کشید)، امپراتوری روم شاهد ظهور و سقوط پی در پی چهار فرمانده نظامی شد که یکی پس از دیگری به قدرت می‌رسیدند و پس از مدت کوتاهی توسط فرماندهان دیگر کشته می‌شدند. سرانجام آخرین فرماندهان، یعنی وسپاسین توانست قدرت را حفظ کند. این دوره از جنگ‌های داخلی در حقیقت نشان دهنده آشفتگی سیاسی بود که از آن پس، به صورت ادواری ادامه پیدا کرد و با روی کار آمدن سلسله‌های مختلف در تاریخ امپراتوری روم ثبت شد.

## سلسله فلاویان
اگرچه دوران حکومت و فرمانروایی خانواده فلاوین‌ها کوتاه بود، اما آن‌ها موفق شدند تا دوباره پایداری و ثبات را به امپراتوری روم بازگردانند و کمک کنند تا امپراتوری، با ثبات بیشتری روی پای خود بایستد. هرچند عملکرد هر سه امپراتور این سلسله؛ یعنی، وسپاسین، تیتوس و دومیتیان مورد نقد و سرزنش فراوان قرار گرفت (البته بیشتر آن‌ها به دلیل تمرکز امپراتوران بر روی قدرت و فرمانروایی بود)، آن‌ها دست به اصلاحات مهمی نیز زدند که باعث شد تا امپراتوری روم تا اواخر قرن سوم تقریباً باثبات و مستحکم بماند. با این وجود، سوابق و پیشینه نظامی آنها، باعث کاسته شدن از اختیارات مجلس سنا شد.

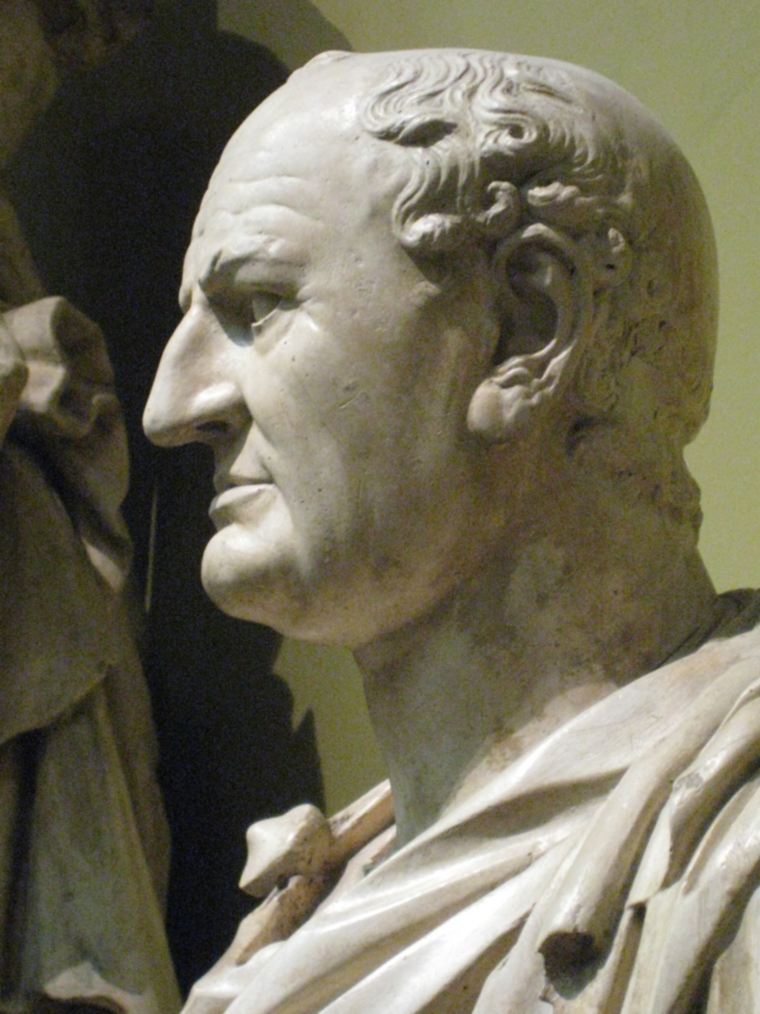
مجسمهٔ وسپاسین در موزه پوشکین، مسکو

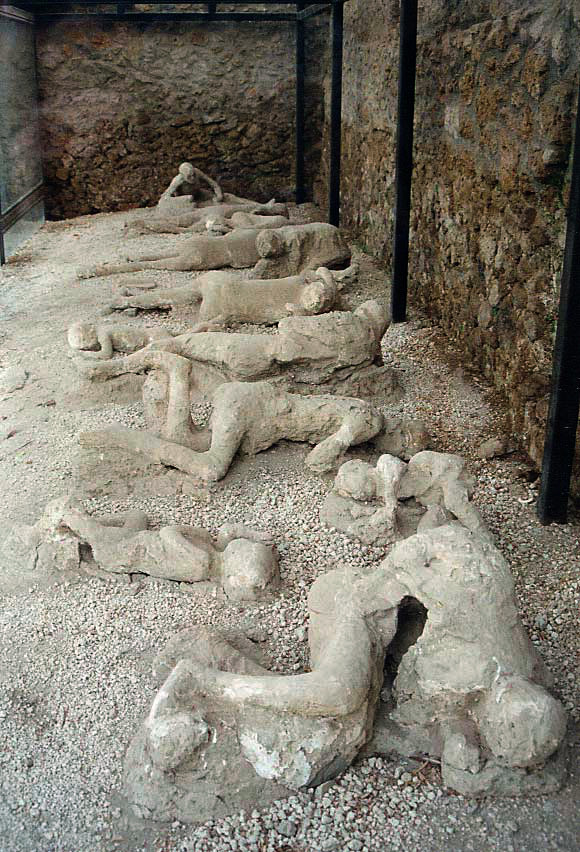
فوران آتشفشان وزوو به‌طور کامل تخریب‌گر شهر پمپئی و هرکولانیوم، امروز قالب گچی از قربانیان این واقعه.

### وسپاسین (۶۹ تا ۷۹ میلادی)
وسپاسین یک ژنرال فوق‌العاده موفق رومی بود که فرماندهی و حکمرانی بیشتر مناطق شرقی امپراتوری به او واگذار شده بود. او ابتدا از گالبا حمایت و جانبداری کرد اما بعد از مرگش، وسپاسین تبدیل به یک مُدَعی برای کسب قدرت شد. به دنبال خودکشی اتو، وسپاسین مسئولیت تهیه و تأمین غلات روم در مصر را به دست گرفت و این مسئولیت او را در جایگاه مناسبی قرار داد تا بتواند حریف باقی‌مانده خود ویتیلیوس را شکست بدهد و از میدان به در کند. در دسامبر ۶۹ میلادی، گروهی از هواداران وسپاسین توانستند روم را تصرف و اشغال کنند. ویتیلیوس توسط نیروهای خودی به قتل رسید و روز بعد وسپاسین با ۶۰ سال سن توسط مجلس سنا به عنوان امپراتور مورد تأیید قرار گرفت. در سال ۷۳ میلادی، وسپاسین با کسب اختیارات جدید توانست ترکیب و افراد مجلس سنا را تعیین کند و بر آن نظارت داشته باشد. او از این قدرت خودش استفاده کرد تا سناتورهای مخالف خود را از مجلس اخراج کند. وسپاسین طی چند سالِ نخستِ حکومت خود، فشارهای مالی را که به دلیل تُندرَوی‌ها و جنگ‌های داخلی به وجود آمده بود تقلیل داد. او نخستین بار کولوسئوم (با نام اصلی: آمفی تأتروم فلاویوم) و نیز سالن اجتماعی ساخت تا مردم با مراجعه به این مکان‌ها مدتی را به آرامش روحی و خوشی بگذرانند. وسپاسین علاوه بر ساخت معابد، کمک‌های مالی زیادی به هنر اختصاص داد. او فرمان به ساختن تماشاگاه کولوسئوم داد ولی پیش از به پایان رسیدن ساختمان این بنا مرد و در زمان فرمانروایی پسرش دومیتیان ساختن این بنا به پایان رسید. او کُرسی خَطابه و سُخنوَری را در دانشگاه‌ها ایجاد کرد و در تمام استان‌ها برای مردم کار و شغل به وجود آورد. او توجه ویژه‌ای به اسپانیا در غرب داشت و در آنجا حقوق لاتین را به بیش از ۳۰۰ شهر اعطا کرد. او همچنین برای اینکه بتواند جلوی کودتای نظامی توسط فرماندهان ایالت‌های دور را بگیرد، لشکریان را در دسته‌های مختلف در سرتاسر مرز تقسیم کرد. شاید مهم‌ترین اصلاح نظامی که به دست او انجام شد، افزایش سربازگیری از سرزمین‌های تازه تصرف شده بود تا آن مناطق را رومی کند و مردم را با ویژگی رومی‌ها آشنا کند.

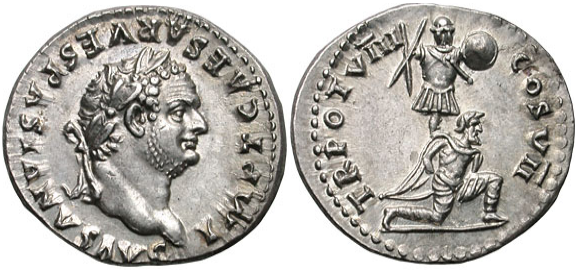
سکه دیناری با چهره‌ای از تیتوس

### تیتوس (۷۹ تا ۸۱ میلادی)
تیتوس بزرگ‌ترین پسر وسپاسین بود. او به عنوان ژنرال کارآمد و با لیاقت تحت نظر و فرماندهی پدرش خدمت کرده بود. او حفاظت از شرق و در نهایت فرماندهی ارتش روم در سوریه و یهودیه (اسراِئیل امروزی) را بر عهده گرفت و توانست شورش یهودیان را در آن سرزمین سرکوب کند. او زمانی که امپراتور شد جَوی از نگرانی و اضطراب بر جامعه حُکمفرما شد اما توانست خیلی سریع شایستگی و لیاقت خود را نشان دهد و حتی برای اینکه اعتماد مردم را جلب کند، دستور داد تا بسیاری از تبعیدیانی که توسط پدرش از کشور خارج شده بودند، بازگردانده شوند. با این وجود حکومت او پر از مصیبت و بدبختی بود. در سال ۷۹ میلادی، کوه آتشفشان وزوو به درون شهر پمپئی و هرکولانیوم سرازیر شد و هزاران انسان زیر خاکستر مدفون شدند. یک سال بعد با وقوع آتش‌سوزی، بخش اعظم شهر رم دچار حریق شد. اما تیتوس با دست و دلبازی و بخشندگی، دوباره شهر روم را ترمیم و تعمیر کرد و این کار باعث شد تا او بسیار مورد علاقه مردم قرار گیرد. او در سال ۸۰ میلادی، آمفی تئاتر بزرگ کولوسئوم را که پدرش کار ساخت آن را شروع کرده بود، به پایان رساند و نبرد گلادیاتورها را در آنجا برگزار کرد. اما شایعه‌ای در جامعه رواج پیدا کرد که برادرش دومیتیان برای اینکه بتواند امپراتور شود، تیتوس را به قتل رسانده است.

### دومیتین (۸۱ تا ۹۶ میلادی)
تمام فلاوین‌ها به خاطر خودرأی بودن و مُستَبِد بودن رابطه ضعیفی با سنای روم داشتند با این وجود، دومیتیان تنها فردی بود که با مشکلات و مسائل مهمی مواجه شد. نظارت و کنترل‌های پیاپی او به عنوان یک کنسول، در تمام مدت فرمانروایی اش همان رَوِشی بود که پیشینیان و پیشگامان او به کار می‌بستند. به علاوه او در جنگ‌ها غالباً به عنوان یک فرمانده با لباس رسمی کاملاً نظامی شرکت می‌کرد که در حقیقت این کار توهین و بی‌احترامی به این نظر بود که امپراتور در اصل پادشاه مملکت است نه دیکتاتور نظامی. اگرچه او در مجلس سنا از اعتبار برخوردار نبود، اما با اقدامات و برنامه‌های مختلف مانند بذل و بخشش‌های مادی به همه ساکنین شهر، اجرای نمایش‌های مُهَیِج در آمفی تأتر و ادامه دادن طرح و برنامه‌های پدر و برادرش مردم را شاد و راضی نگه می‌داشت. همچنین از قرار معلوم، او ذوق و عقل مالی را از پدرش به ارث برده بود زیرا اگر چه او خیلی دست و دل باز بود، اما خزانه‌ای پُر پول برای جانشینان خود به ارث گذاشت و به خوبی از این امانت نگهداری کرد و در اختیار نسل بعد قرار داد. با این وجود، وقتی دومیتین به پایان حکومتش نزدیک شد، به شدت دچار بدگُمانی شد. این بیماری او مُنجَر به تعداد بسیار زیادی توقیف و بازداشت، اعدام و ضبط و مصادره دارائی‌ها شد و کار به جایی رسید که نزدیک‌ترین مشاوران و اعضای خانواده او با ترس و وحشت زندگی می‌کردند. سرانجام ترس از اَعمال غیرمنطقی او سبب شد تا دشمنانش در مجلس سنا با همراهی اعضای گارد ویژه در سال ۹۶ میلادی ترتیب قتل او را بدهند و او را بکشند.

## سلسله آنتونین
قرن دوم میلادی در تاریخ روم به دوره پنج امپراتور خوب و توانا یعنی نروا، تراژان، هادریان، آنتونیوس پیوس و مارکوس اورلیوس شناخته شده است. در این دوره، سلسله مقتدر بر روی کارآمد و امپراتوری روم را به اوج و پیشرفت و تَرَقی رساند. هرکدام از امپراتورهای این سلسله، در زمان حیات خود، جانشین خود را انتخاب می‌کردند و این کار را براساس شایستگی و لیاقت مردان مورد نظر خود انجام می‌دادند.

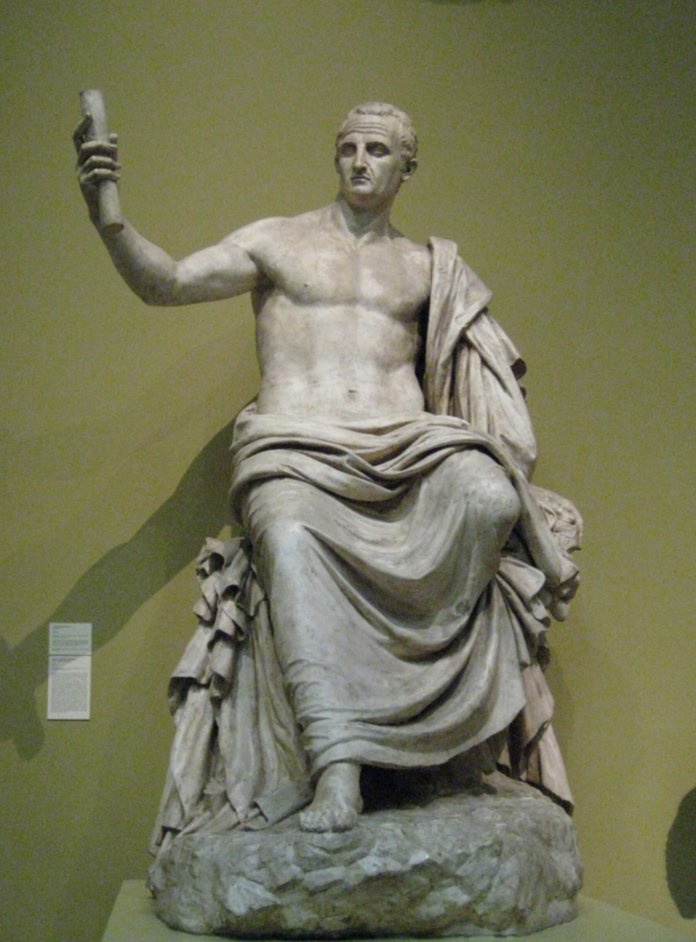
مجسمه نروا به عنوان ژوپیتر خدای رومیان در موزه پوشکین، مسکو.

### نروا (۹۶ تا ۹۸ میلادی)
نروا بعد از به قدرت رسیدن، فضا و جو جدیدی را به وجود آورد. او تمام زندانیانی را که به خاطر خیانت و وطن فروشی در دوره فلاویان‌ها زندانی شده بودند، آزاد کرد و تعقیب وطن فروشی را غیرقانونی اعلام کرد. او سپس بیشتر اموال و دارایی‌های ضبط و توقیف شده را به صاحبان خود بازگرداند و رابطه خود و امپراتوری را با مجلس سنا زیاد کرد. او از این کارها و اقدامات به عنوان وسیله‌ای برای جلب محبوبیت در میان مردم استفاده می‌کرد، اما این کارها نتوانست کاملاً به او کمک کند. ارتش همچنان از دومیتین حمایت می‌کرد به همین دلیل بود که در سال ۹۷ میلادی، گارد امپراتوری به کاخ امپراتوری حمله کرد و نروا را گروگان گرفتند. در آن زمان، نروا مجبور شد به خواسته‌های آن‌ها تن دهد و کسانی را که مسئول مرگ دومیتین بودند، تحویل دهد. مدت کوتاهی بعد از این واقعه، نروا به منظور حفظ حکومت و فرمانروایی خود، تراژان را که فرماندهی ارتش‌های روم در سرزمین ژرمن را در اختیار داشت، به عنوان فرزندخوانده و جانشین خود انتخاب کرد.

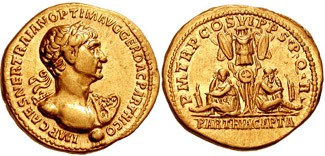
سکه اورئوس صادر شده توسط تراژان، به پاس جشن فتح قسمت زیادی از خاک اشکانیان.

### تراژان (۹۷ تا ۱۱۷ میلادی)
با مرگ نابهنگام نروا، جانشینش تراژان به حکومت رسید. مهم‌ترین رویداد حکومت تراژان، حمله به شرق بود. در سال ۱۱۲ میلادی، رومی‌ها از اینکه اشکانیان یک حاکمِ دست نشانده را بدون هماهنگی رومی‌ها بر ارمنستان منصوب کرده بودند، عصبانی شدند. ارمنستان، سرزمین پادشاهی بود که دو امپراتوری بزرگ روم و اشکانی از سال‌ها پیش به‌طور مشترک بر آن سلطه و نفوذ داشتند. تراژان ابتدا به سوی ارمنستان لشکرکشی کرد. او شاه ارمنستان را که از طرف اشکانیان منصوب شده بود، از مقام سلطنت خَلع کرد و ارمنستان را به امپراتوری ملحق کرد. سپس به سمت جنوب حرکت کرد و به میان‌رودان، یعنی سرزمین غربی اشکانیان وارد شد و شهر بابل، سلوکیه و تیسفون را تصرف کرد. او سپس به مسیر خود به طرف خلیج فارس ادامه داد و شهر بزرگ شوش را نیز تصرف کرد، اما با خروج ارتش روم ایرانی‌ها شورش کردند و به این ترتیب این شهرها دوباره به دست اشکانیان افتاد و خسرو اشکانی دوباره به حکومت رسید.

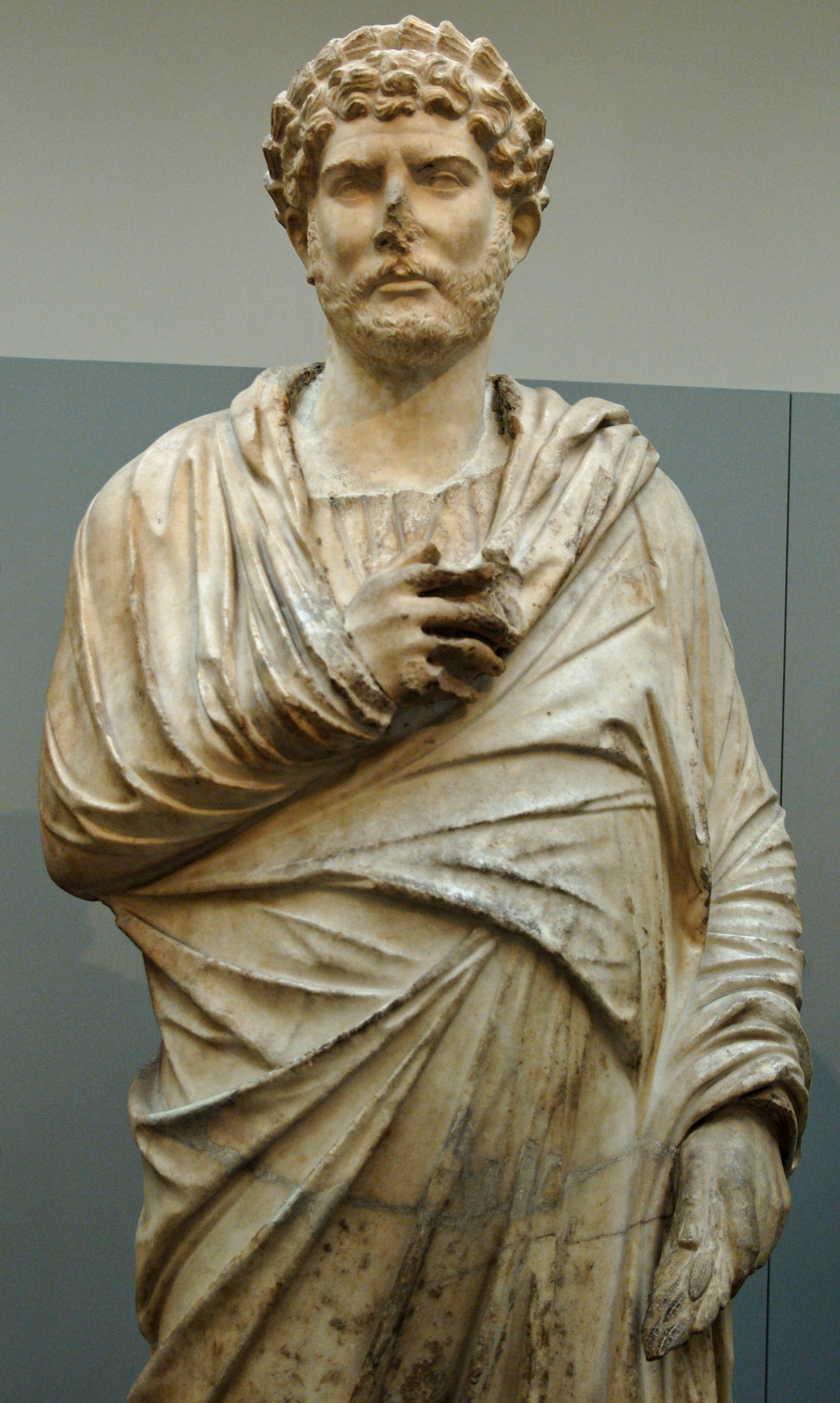
هادریانوس در لباس یونانی.

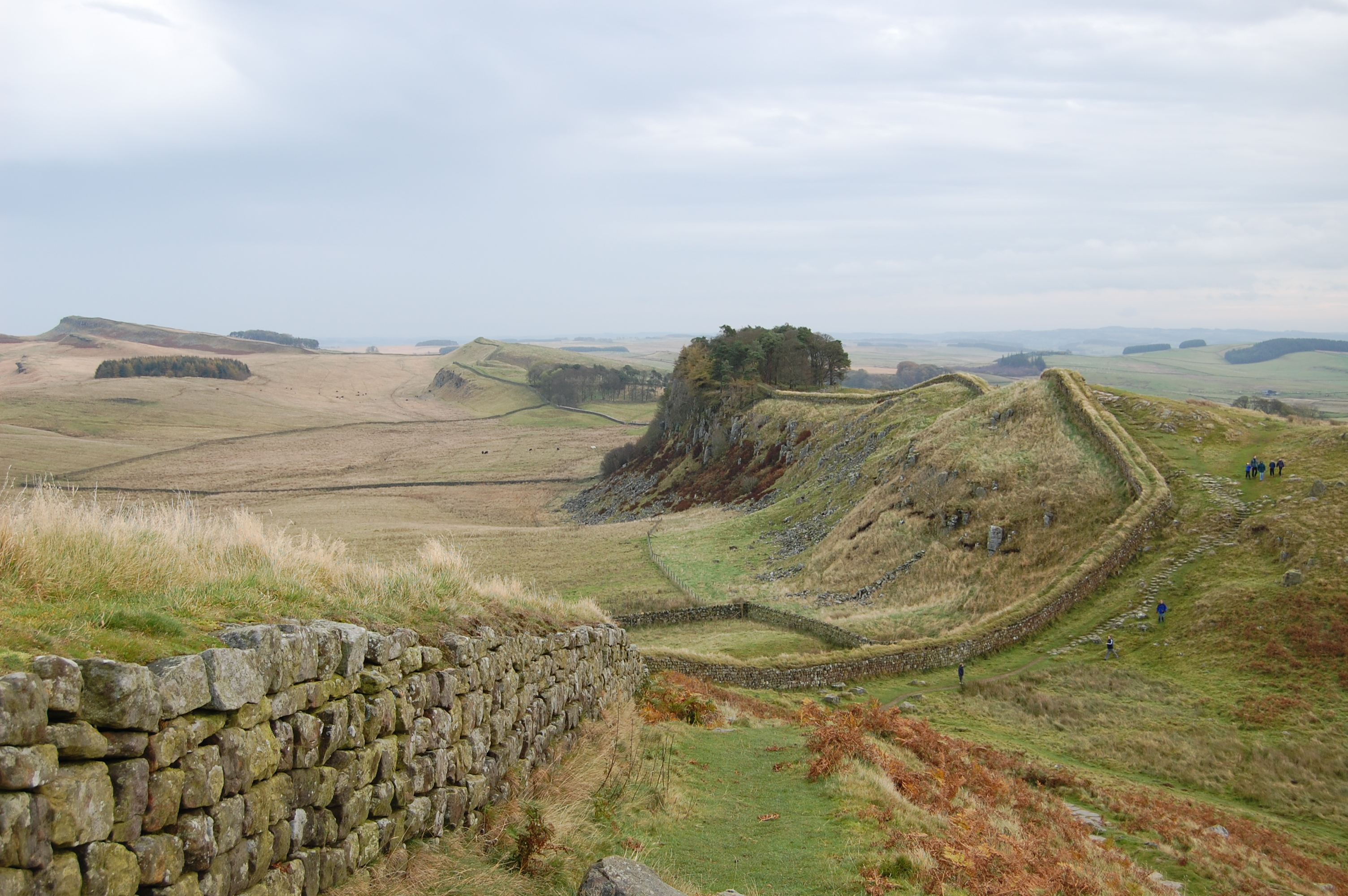
بخش‌هایی باقی‌مانده از دیوار هادریان در هوسستیدز.

### هادریانوس (۱۱۷ تا ۱۳۸ میلادی)
پس از مرگ تراژان، فرزندخوانده‌اش هادریانوس به قدرت رسید. علی‌رغم اینکه هادریان به عنوان یک فرمانده نظامی دارای قابلیت و شایستگی بود، اما دوران حکومتش فاقد برخوردها و حملات نظامی مهم بود. او در آغاز حکومتش چون ادامه نبرد با اشکانیان را بی‌حاصل دید، از فتوحات تراژان در بین‌النهرین چشم پوشید و آن‌ها را به ایرانیان واگذار کرد و با آن‌ها قرارداد صلح امضا نمود. چند سال بعد نیز ارتش هادریان، شورش گسترده و عظیم یهودیان در یهودیه را سرکوب کرد. هادریان امپراتوری بود که بازدیدها و سفرهای زیادی از استانهای رومی داشت و پول‌های زیادی از خزانه دولتی برای احداث بناها و ساختمان‌های محلی اهدا می‌کرد. او برای جلوگیری از حملات مداوم بربرهای اسکاتلندی در بریتانیا، دستور داد، از شرق تا غرب کشور دیواری بسازند که آثار آن هنوز هم باقی‌مانده است که به دیوار هادریان معروف است. او به همان نسبت کارهایی دیگری مثل تقویت استحکامات دفاعی در سرزمین ژرمن و آفریقای شمالی انجام داد. در کُل، سیاست داخلی او، ایجاد صلح نِسبی و رفاه و ثروت در سرزمین‌های رومی بود.

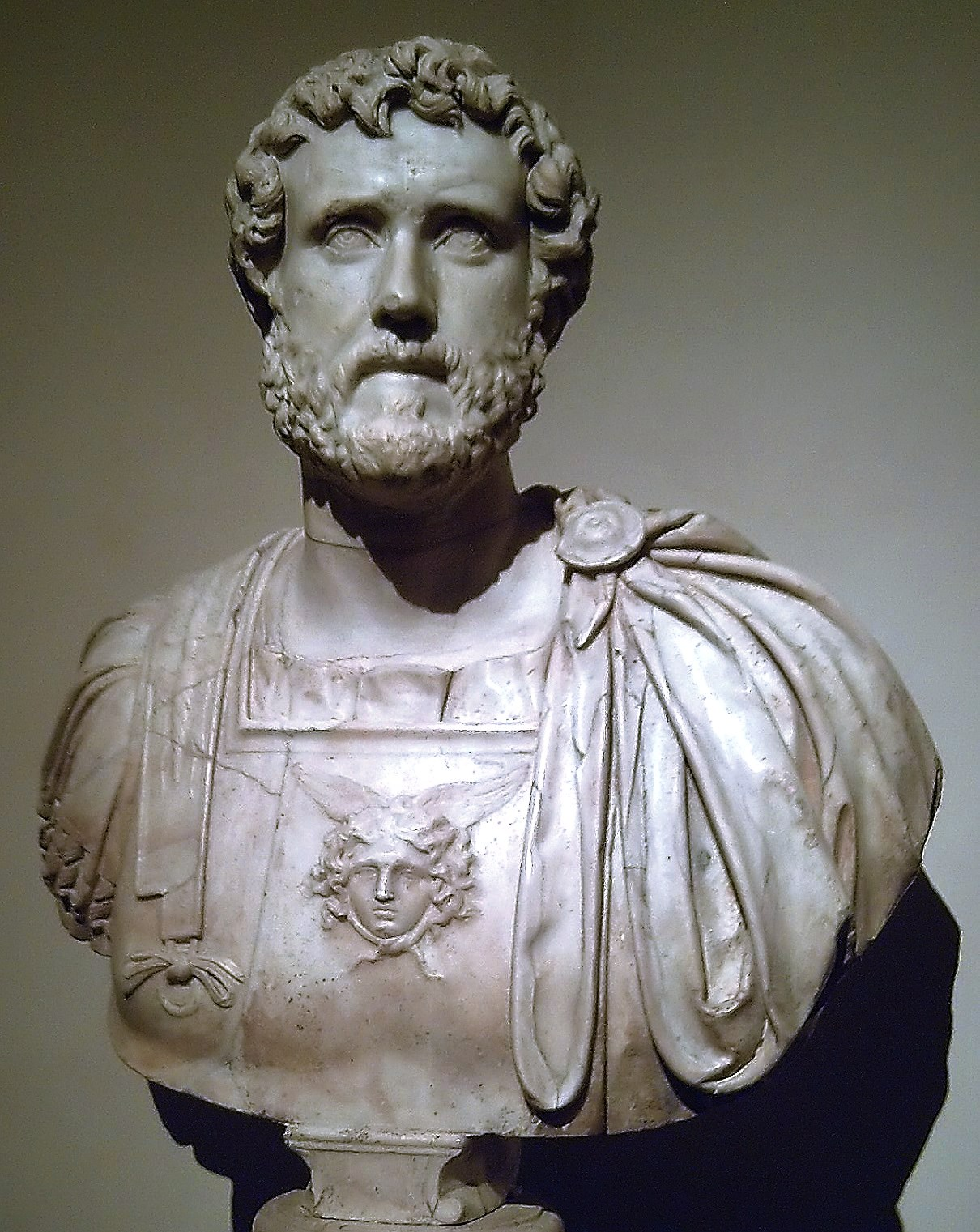
مجسمه نیم تنه سنگ مرمر از آنتونینوس پیوس، قدمت آن حدود سال ۱۴۰میلادی، موزه دل پرادو، مادرید.

### آنتونینوس پیوس (۱۳۸ تا ۱۶۱ میلادی)
آنتونینوس را به دلیل حمایتش از یاد و خاطرهٔ هادریانوس، پیوس لقب دادند و او را آنتونینوس پیوس نامیدند. حکومت آنتونیوس پیوس نسبتاً آرام و توأم با صلح و رفاه بود. چندین بی نظمی و اغتشاش در سرتاسر امپراتوری از جمله یهودیه و بریتانیا به وجود آمد که البته هیچ‌کدام جدی و در خور توجه نبود.

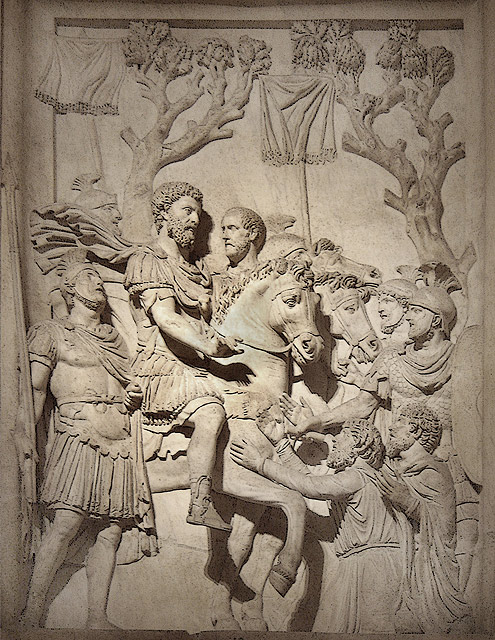
جنگ‌های مارکومانیک، عفو سران ژرمن توسط مارکوس اورلیوس.

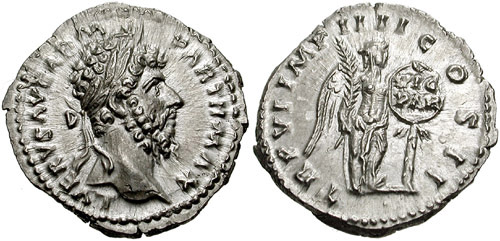
سکه دیناری از لوسیوس وروس.

### مارکوس اورلیوس (۱۶۱ تا ۱۸۰ میلادی)
در زمان مارکوس اورلیوس، قبایل ژرمن که هدف جنگجویان شرقی هون قرار گرفته بودند، خود دست به حملات گسترده‌ای در امتداد طول مرزهای شمالی روم و نیز اطراف رود دانوب زدند. مارکوس اورلیوس علیه این قبایل جنگجو وارد عمل شد و توانست با موفقیت آن‌ها را عقب براند. در آسیا نیز او چند نبرد با اشکانیان انجام داد، بلاش سوم شاه ایران از دودمان اشکانیان درصدد اخراج رومیان از شرق مدیترانه برآمد، نیروهای رومی را در غرب فرات شکست داده و از سوریه بیرون رانده و حکمران ارمنستان را که به‌طور پنهانی با رومیان دوستی می‌کرد برکنار کرد. برای جلوگیری از پیشروی ایرانیان در غرب، مارکوس لوسیوس وروس نایب امپراتوری (شریک خود در سلطنت) را مأموریت شرق داد ولی توصیه کرد که بکوشد مسئله را با ایران از طریق مذاکره حل کند تا جنگ. وروس با سپاهی کامل و چند ژنرال عازم شرق شد، ولی بلاش حاضر به مذاکره او نشد. وروس که چنین دید تصمیم به جنگ گرفت. بلاش تاکتیک نظامی اشکانیان را بکار برد و نیروهایش را به آن سوی فرات بازگردانید تا در محل مناسبی وارد جنگ شود. وروس به مارکوس اطلاع داد که ارتش ایران سوریه را ترک کرده و به آن سوی فرات بازگشته و به بازگشت به پایتخت شهر تیسفون، در کنار دجله ادامه می‌دهد. در این هنگام میان نیروهای رومی بیماری مرموزی بروز کرد که دیوکاسیوس مورخ رومی آن را طاعون گزارش کرده و برخی دیگر نوعی آبله یا سرخک نوشته‌اند. وروس یکی از ژنرال‌های خود را در سوریه گذارد و با بخشی از یگانها به رم بازگشت و آن بیماری را هم با خود به آنجا برد. بیماری منتقل شده از شرق سال‌ها بلای جان اروپاییان بود. این بیماری تا سال ۱۸۰میلادی در اروپا باقی بود و در این سال مارکوس اورلیوس هم به آن مبتلا شد و درگذشت.

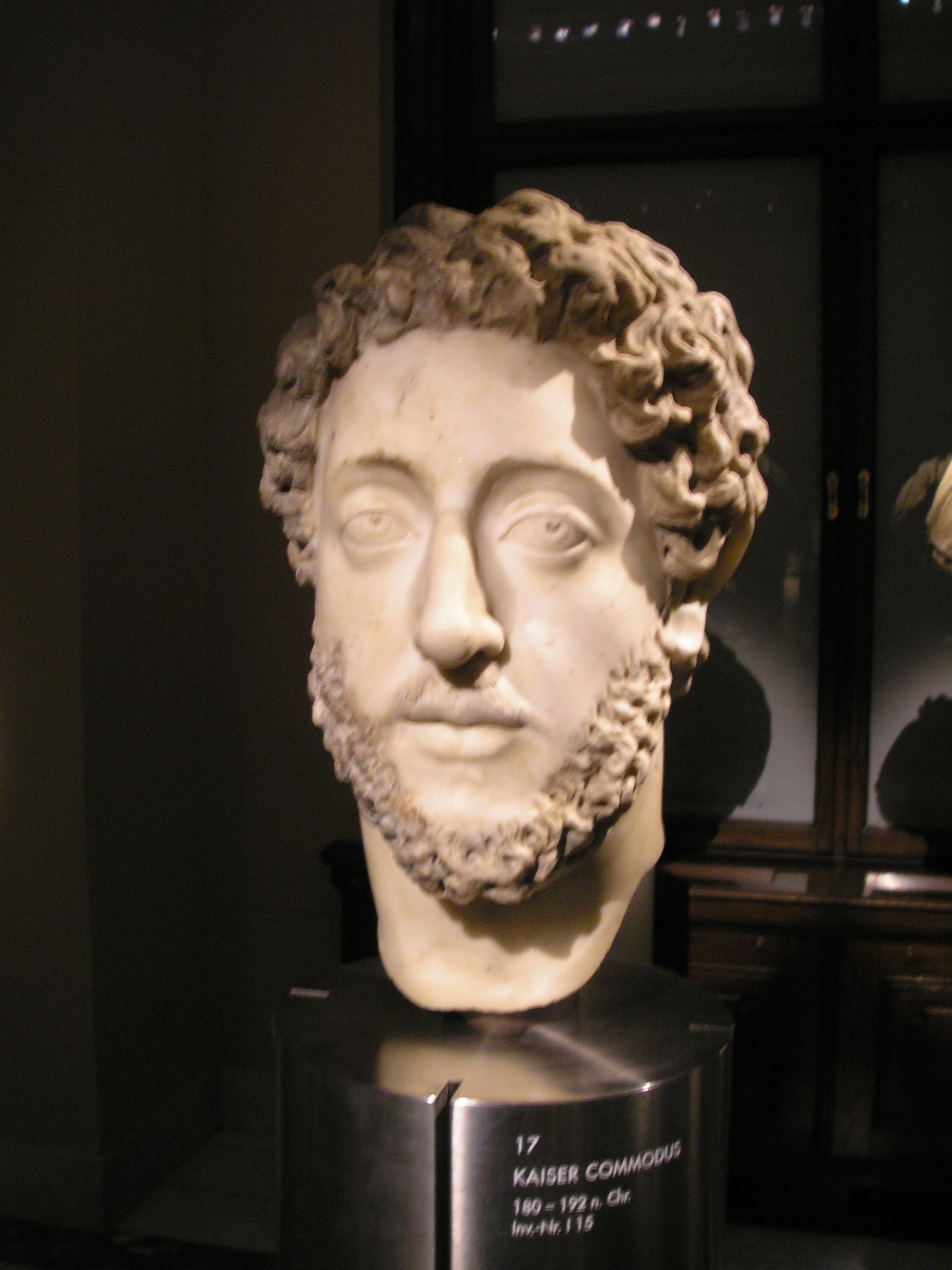
مجسمه کومودوس در موزه هنر تاریخ، وین.

### کومودوس (۱۸۰ تا ۱۹۲ میلادی)
کومودوس پسر مارکوس اورلیوس بود و خود را جانشین بی واسطه و بلافصل پدرش می‌دانست. به این شکل، ترتیب و طرح جانشینان انتخابی که در دوره آنتونین‌ها به خوبی طراحی شده بود، زیر پا گذاشته شد. دوره پنج امپراتور شایسته با روی کار آمدن کمودوس پایان یافت. در ابتدا مردم نسبت به حکومت کومودوس امیدوار بودند. او با وجود اینکه مانند پدرش بخشنده و بلند نظر بود، اما وقتی از طرف یکی از اعضای خانواده اش مورد سوءقصد قرار گرفت، دچار بیماری بدگمانی شد و سرانجام به دیوانگی و جنون رسید. کومودوس نمونه کامل نرون بود. او صدها نفر را کشت و ثروت امپراتوری را بر باد داد. کومودوس به جای مقابله با قبایل بربر، با آن‌ها صلح کرد و حتی به بعضی از آنان اجازه داد در مناطق مرزی مستقر شوند. همچنین ۱۳هزار بربر را وارد ارتش روم کرد. این اقدامات باعث شد که سرداران ارتش با او مخالفت کنند. دوران صلح رومی در زمان حکومت کومودوس به پایان رسید. عاقبت دورهٔ فاسد حکومت وی در سال ۱۹۲ میلادی و پس از توطئه‌ای درباری که به مرگش انجامید، به پایان رسید. کومودوس آخرین فرد از سلسله آنتونین‌ها بود که پس از او، جنگ داخلی بزرگی امپراتوری روم را فراگرفت که سرآغازی بر سقوط امپراتوری روم شد.

## سلسله سورانی

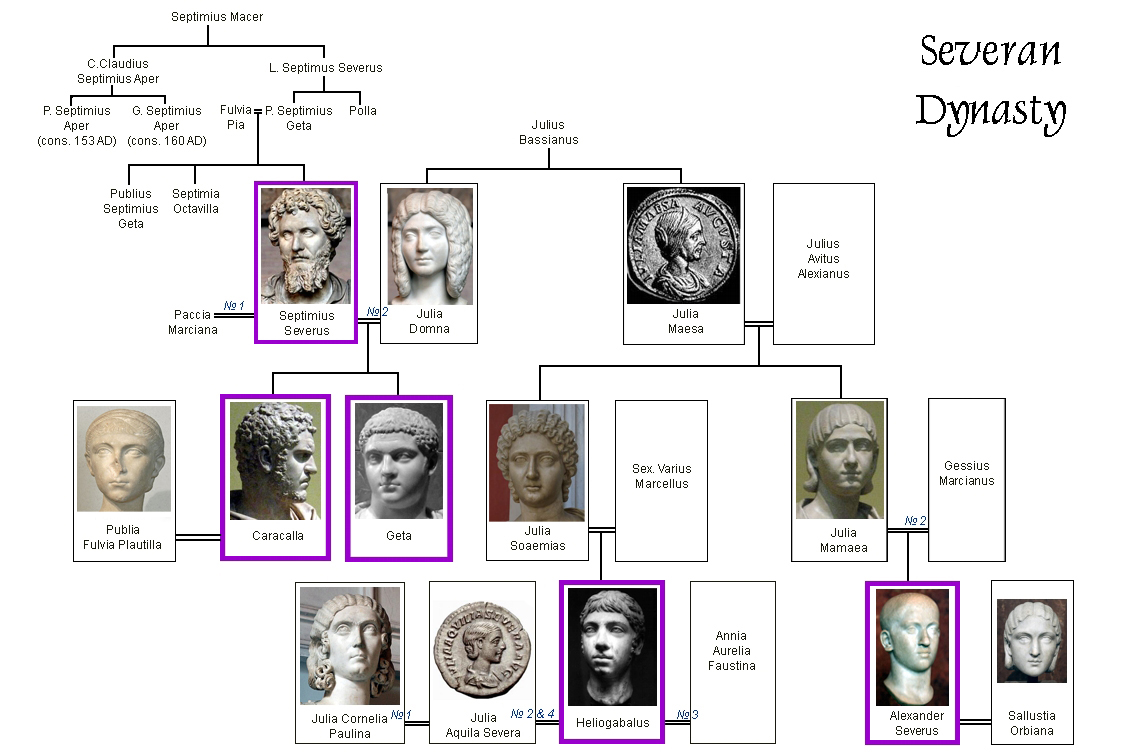
درخت شجره نامه سلسله سوران

قتل کومودوس به دست تعدادی از فرماندهان نظامی، باعث روی کار آمدن سلسله جدید سوران‌ها شد. در این دوره امپراتوران سپتیموس سوروس، کاراکالا، ماکرینوس، هلیوگابال و الکساندر سوروس روی کار آمدند. بنیان‌گذار این سلسله؛ یعنی، لوسیوس سپتیموس سوروس بود که به خاندان اشرافی سورانی کارتاژ تعلق داشت که با دختر یکی از خانواده‌های برجسته سوریه‌ای وصلت کرده بود. این اتحاد و وصلت خانوادگی، بعدها باعث روی کار آمدن امپراتوران ایلاگابالوس و الکساندر سوروس از سلسله کارتاژی - سوریه‌ای شد، همچنین قابل توجه است که زنان قدرتمند و بانفوذ سلسله سورانی از جمله جولیا دومنا، جولیا مائسا و جولیا سوئمیاس و جولیا مامیا سرنوشت همه امور روزمره امپراتوری را تعیین کردند و در حفظ سلسله و تأمین امنیت خانواده و قدرت امپراتوران نقش داشتند.
سپتیموس سوروس نخستین امپراتور روم بود که در قاره آفریقا به دنیا آمده‌بود. خانواده او از سواران توانگر و سطح بالا بودند. سپتیموس سوروس به عنوان یک امپراتور موفق، اقداماتی را انجام داد که به وفاداری بیشتر سربازان به امپراتور و بالا بردن موقعیت افسران عالیرتبه نسبت به سناتور انجامید. او در این راه، مقام و اعتبار همیشگی هیئت منصفه را ملغی کردو سناتورهای جمهوری‌خواه را از مجلس اخراج کرد و اختیارات امپراتوری را در سرتاسر روم گسترش داد.
پسر او مارکوس آریلیوس آنتونینوس، که به کاراکالا شهرت داشت، تمام فاصله‌های طبقاتی و سیاسی بین شهروندان رم و دیگر استان‌ها و ایالات روم را از میان برداشت و در سال ۲۱۲ میلادی، قانونی وضع کرد که بر اساس آن حقوق شهروندی به همه ساکنان آزاد امپراتوری (غیراز برده‌ها و زنان) اعطا می‌شد. کاراکالا همچنین بانی ساخت و احداث استخر یا گرمابه معروف گرمابه کاراکالا در رم نیز بود. طرح‌ها و نقش‌های این حمام بعدها برای ساخت ساختمان‌های عمومی بزرگ، مورد استفاده قرار گرفتند. در سال ۲۱۷ میلادی، اردوان چهارم پس از دوره‌ای طولانی از آشوب و ناآرامی و پس از شورش علیه برادرش بلاش پنجم بر تخت نشست. این شورش‌های داخلی کاراکالا را به طمع تصرف ایران انداخت و او با سپاهی از دجله گذشت و به سوی اربیل آمد. اردوان که از حمله رومیان آگاه گشت به سرعت به سوی آنان روان شد و رومیان که انتظار مقاومت از ایرانیان را نداشتند به حران جایی که حدود ۳۰۰ سال پیش از آن از سپاه اشکانی به فرماندهی سورنا شکست سهمگینی خورده بودند عقب‌نشینی کردند. در همین‌جا کاراکالا به دنبال توطئه‌ای کشته شد و جانشینش ماکرینوس در نصیبین چنان شکست سختی از سپاه اشکانی خورد که مجبور شد تمام فتوحات روم در منطقه را به اشکانیان واگذار کند و افزون بر آن غرامتی بسیار سنگین به آنان بپردازد. علت قتل، ظاهراً این بود که کاراکالا دو روز پیش از آن دستور اعدام یک افسر را داده بود که به دست برادر او به قتل رسید. کاراکالا پیش از مرگ به فرزندان خود چنین وصیت کرده بود که با یکدیگر هماهنگ باشند، سربازان را ثروتمند سازند و به دیگران اهمیت ندهند. کاراکالا نیز به وضوح به ارتش خود توجه می‌کرد و به آنان اعتماد داشت. این رفتار کاراکالا باعث شهرت نامطلوب او شد و سبب گردید تا طبقهٔ سناتوری روم از او فاصله بگیرند. تنها فرمان او (که به تمام افراد آزاد امپراتوری، شهروندی روم را اعطا می‌نمود) بود که سبب شد تا چهرهٔ خوبی از او به نمایش گذارده شود.
مکرینوس علی‌رغم حکومت پرابهتی که داشت، بسیار تحت نفوذ زنان دربار بود و همین نفوذ و سلطه باعث شد که در سال ۲۱۸ میلادی حق جانشینی به هلیوگابال داده شود. حتی الکساندر سوروس که آخرین امپراتور این سلسله بود در سال ۲۲۲ میلادی توسط زنان دربار انتخاب شد. در اواخر حکومت سلسله سوران، مجلس سنا تا اندازه‌ای دوباره قدرت خود را به دست آورد و تعدادی از اصلاحات مالی تصویب شد. علی‌رغم پیروزی‌ها و موفقیت‌هایی که الکساندر سوروس در مقابل قبایل ژرمن شمالی به دست آورده بود، به دلیل ضعف رهبری او، سربازان از فرامین او سرپیچی کردند و همین عامل باعث شکست او در برابر امپراتوری تازه تأسیس ساسانی ایران به رهبری اردشیر بابکان شد. با مرگ الکساندر، امپراتوری روم به مدت نیم قرن، درگیر جنگ‌های داخلی میان فرماندهان نظامی برای رسیدن به مقام امپراتوری شد و به این ترتیب دوران صلح رومی که با روی کار آمدن امپراتور آگوستوس آغاز شده بود، بعد از حدود ۲۰۰ سال پایان یافت.

## بحران قرن سوم و آغاز درگیری‌های داخلی
قرن سوم میلادی، آغازگر دوران اغتشاش و آشوب نظامی بود که سرانجام به سقوط و فروپاشی امپراتوری روم انجامید. در اواخر قرن اول پیش از میلاد، زمانی که آگوستوس اعلام کرد که جنگ‌های داخلی پایان یافته است، امپراتوری روم با حملات خارجی کم‌تر، صلح، پیشرفت و ترقی اقتصادی همراه بود، اما در قرن سوم پس از میلاد، درگیری‌های داخلی و بحران‌های اقتصادی، سیاسی و نظامی باعث فروپاشی قدرتمندترین امپراتوری جهان آن زمان شد. در این دوران، رومی‌ها دائماً در معرض حملات و تجاوز اقوام بیگانه، جنگ‌های داخلی و تورم شدید اقتصادی بودند. البته شاید ریشه بخشی از این مشکلات به نوع واگذاری قدرت آگوستوس بازمی‌گشت. نخستین امپراتور روم که قصد داشت دلبستگی خود به حکومت را کم ارزش و کم‌اهمیت جلوه بدهد، هیچ قانونی برای محدود کردن حقوق جانشینان بعد از خود بر جای نگذاشت. پیش از این و در قرن اول و دوم میلادی، اختلاف نظرها و مشاجره‌های بسیاری در مجلس سنا بر سر اینکه چه کسی می‌تواند جانشین امپراتور باشد، صورت گرفته بود در مورد حق جانشینی، جنگ‌های داخلی کوتاه مدتی هم روی داده بود، اما در قرن سوم این جنگ‌های داخلی بر سر کسب قدرت، تبدیل به یک عامل دائمی و همیشگی شد، به‌طوری‌که هیچ نامزد به تنهایی نمی‌توانست بر رقبای خود پیروز شود و وارث تخت و تاج شود یا اینکه موقعیت خود را به عنوان امپراتور برای مدت طولانی حفظ کند. بین سال‌های ۲۳۵ تا ۲۸۴ میلادی، بیش از ۲۵ امپراتور مختلف، بر روم حکومت کردند که همگی آن‌ها جز ۲ تن، یا به قتل رسیدند یا در میدان جنگ کشته شدند. در این دوران، ترکیب سازماندهی ارتش روم که بیشتر در مرزهای شمالی و شرقی متمرکز شده بود، دیگر نمی‌توانست برای سرکوب حملات خارجی چاره‌ای بیندیشد. کاهش مشارکت شهروندان در اداره حکومت محلی نیز امپراتوران را مجبور به مداخله کرد و به این ترتیب مسئولیت دولت مرکزی آرام آرام افزایش یافت. این دوره با ترور دیوکلتین پایان یافت. دیوکلتین یا با مهاجرت و چیره‌دستی یا صرفاً با خوش شانسی، بسیاری از مشکلات حاد و شدیدی را که خود آن‌ها را تجربه کرده بود، حل کرد. با این وجود مشکلات اصلی حل نشدند و سرانجام باعث خرابی و ویرانی در امپراتوری غربی شدند. تحولات این دوره، شروع عصر طلایی زودگذر و پایان دوره باستانی روم بود.

## اصلاحات دیوکلتیان

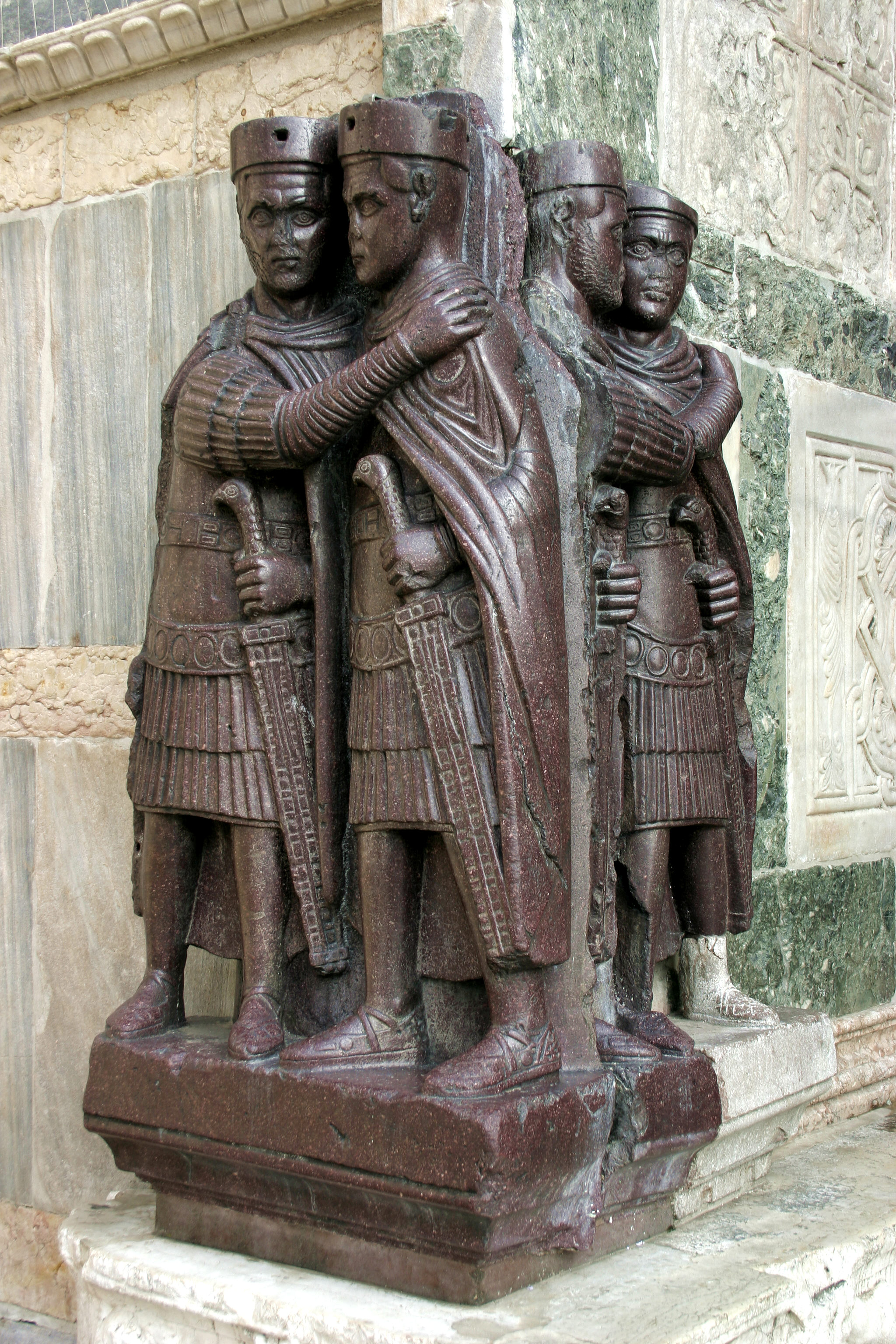
تندیس نخستین تترارکی روم در دهه ۲۹۰ میلادی، (دو آگوستوس و سزارهایشان): دیوکلتیان، ماکسیمیان، گالریوس و کنستانتیوس کلوروس

در اواخر قرن سوم میلادی، تبدیل امپراتوری واحد به دو امپراتوری تجزیه شده شرقی و غربی اجتناب ناپذیر بود. در سال ۲۸۵ میلادی، هنگامی که دیوکلتین رقیبش کارینوس را شکست داد، طولی نکشید که به مقام امپراتوری رسید. دیوکلتین، طی سال‌ها تجربه به این نتیجه رسیده بود که با وجود فشارهای داخلی و تهدیدهای نظامی در جبهه‌های مختلف و به خصوص امپراتوری ساسانی در شرق، اداره کل امپراتوری بزرگ روم توسط یک نفر غیرممکن است. به همین دلیل او در یک اقدام انقلابی، امپراتوری را در امتداد محور غربی و شرقی به دو ناحیه مساوی تقسیم کرد و اداره دو امپراتوری را به دو نفر، با عنوان آگوستوس (عنوان) سپرد. دیوکلتیان خود، آگوستوس شرقی شد و دوست قدیمی خود، ماکسیمیان را به مقام آگوستوس غربی منصوب کرد. در سال ۲۹۳ میلادی، قدرت بار دیگر تجزیه شد، به‌طوری‌که هر آگوستوس، معاون زیردستی به نام سزار انتخاب کرد تا در اداره حکومت به وی کمک کند و به این ترتیب، صفی از جانشین‌های با تجربه برای مقام آگوستوس تربیت شدند. گالریوس، سزاری بود که تحت رهبری دیوکلتین قرار داشت و کنستانتیوس کلوروس، سزار تحت فرماندهی ماکسیمیان بود.

## کنستانتین و تغییر پایتخت امپراتوری

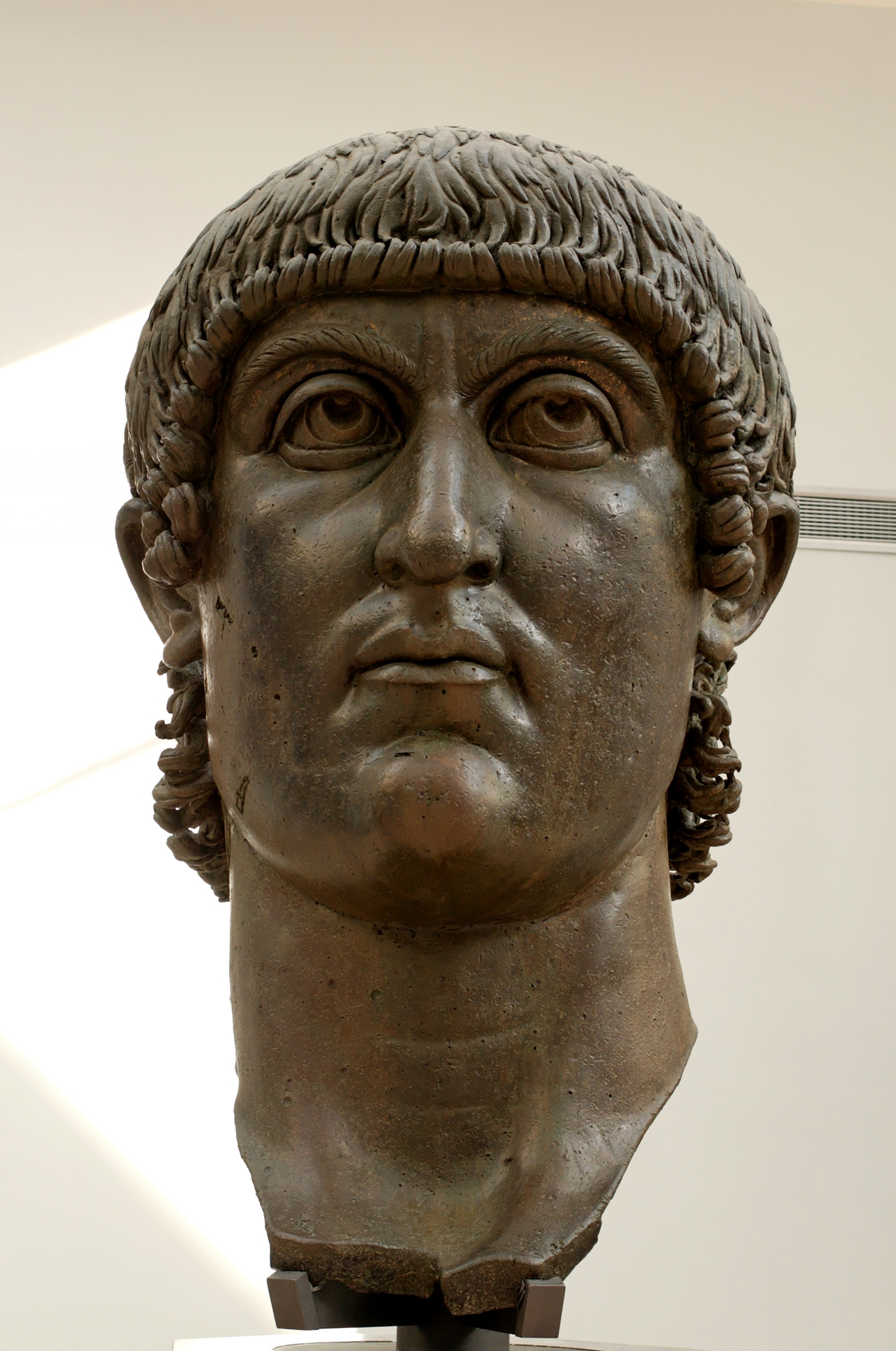
مجسمه عظیم برنزی از کنستانتین یکم.

گروه فرمانروایان چهارگانه یا تترارکی با مرگ کنستانتیوس در سال ۳۰۶ میلادی منحل شد. سربازان و سپاهیان او، فوراً پسرش کنستانتین را به عنوان آگوستوس جدید تعیین کردند. همان سال شورش بزرگی در روم درگرفت که کنستانتین یکم موفق به سرکوب شورشیان شد و یک معاهده با رقیبش گالریوس در شهر میلان منعقد ساخت. طبق این معاهده معروف، دین مسیحیت در سراسر امپراتوری روم به رسمیت شناخته شد.
در سال ۳۳۰ میلادی، کنستانتین به بیزانتیوم رفت و دستور داد شهر بزرگ و مجهزی در آنجا احداث کنند. این شهر بعدها به افتخار وی کنستانتینوپول (قسطنطنیه) نام گرفت و به پایتخت امپراتوری بیزانس تبدیل شد. ساخت این شهر ۵ سال به طول انجامید و پس از تکمیل بود که کنستانتین دستور داد پایتخت از شهر رم به قسطنطنیه تغییر یابد.
با مرگ کنستانتین، بار دیگر روم دچار اغتشاش و تزلزل شد و جنگ میان سرداران آغاز گردید. سرانجام یکی از سرداران به نام ژولیان، موفق شد بر رقبای خود چیره شود و به مقام امپراتوری دست یابد. ژولیان به عنوان امپراتور تنها و انحصاری به مدت ۲ سال فرمانروا و امپراتور روم بود. ژولیان یک کافر سنتی و قدیمی نبود و عقاید شخصی او به میزان بسیار زیادی تحت تأثیر مکتب افلاطونی قرار داشت، اما عقاید متجددانه او در مورد بی‌دینی با مرگش در سال ۳۶۳ میلادی در حین جنگ با ساسانیان پایان یافت. پس از مرگ ژولین، افسران ارتش یکی از فرماندهان به نام ژوویان را به عنوان امپراتور انتخاب کردند. ژوویان که می‌دانست پس از مرگ امپراتور، سربازان انگیزه کافی برای ادامه نبرد ندارند، بنای صلح گذاشت و با شاپور دوم معاهده ترک مخاصمه را امضا کرد. بر اساس این معاهده، سرزمین‌هایی را که رومی‌ها در زمان تراژان فتح کرده بودند، دوباره به ساسانیان واگذار شد.

## سلسله والنتین

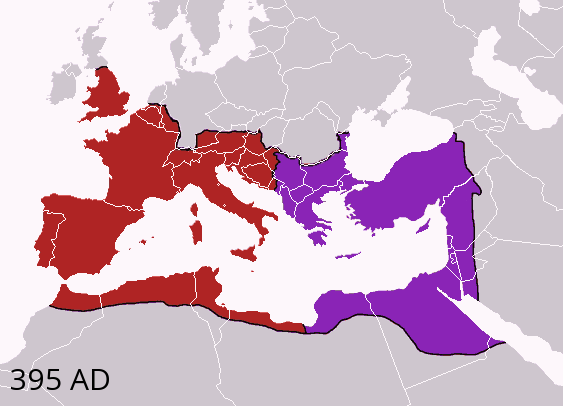
دومین تقسیم امپراتوری روم بعد از مرگ تئودئوس اول برای همیشه

از زمان مرگ کنستانتین، وظیفه انتخاب و انتصاب آگوستوس جدید، دوباره به عهده افسران ارتش گذاشته شده بود. در سال ۳۶۴ میلادی، افسران ارتش روم سرداری به نام والنتیانوس را به عنوان آگوستوس انتخاب کردند. در اواخر همان سال و به دنبال مرگ مشکوک امپراتور ژوویان، والنتینیان یکم طرح تقسیم امپراتوری را مطرح کرد و برادرش والنس را به عنوان شریک امپراتوری منصب نمود. طبق طرح والنتیانوس، امپراتوری روم به دو نیمه غربی و شرقی تقسیم شد. والنتیانوس به امپراتوری روم غربی رسید و برادرش والنس به امپراتوری روم شرقی منصوب گردید. از این زمان، امپراتوری روم هنوز یک دولت با دین و زبان واحد بود، اما در واقعیت به دو شکل دو نیمه کاملاً مستقل درآمد. این شکاف برای نیمه غربی چندان خوب نبود، چون هم از لحاظ جمعیت، ثروت و موقعیت استراتژیک نظامی در سطح پایین‌تری از روم شرقی قرار داشت. امپراتوری روم که جدا شده بود، در زمان تئودئوس اول دوباره به یک امپراتوری واحد درآمد، او توانست روم شرقی و روم غربی را متحد کند. اما او آخرین کسی بود که امپراتور هر دو قسمت بود. بعد از مرگ وی این دو قسمت برای همیشه از هم جدا شدند.

## طبقات اجتماعی در روم

### پاتریسین
مردم، در روم باستان به دو گروه بزرگ تقسیم می‌شدند: پاتریسین و پلبین. پاتریسین‌ها ظاهراً نخستین سکنهٔ رم به‌شمار می‌آمدند، که اصالتی لاتینی داشتند. امّا پلبین‌ها از اقوام مهاجر و مهاجمی بودند که بعدها در این ناحیه یا در سرزمین‌های اطراف آن، استقرار یافتند. این دو گروه برای قرنها در کنار یکدیگر به سر می‌بردند و ساکنان اصلی رم را تشکیل می‌دادند. پاتریسین‌ها به ۳ قبیله و هر قبیله به ۱۰ کوری تقسیم می‌شد. این کوری‌ها معرف یک سازمان انتخاباتی و نظامی بودند. برخی از طایفه‌های پاتریسین‌ها عبارت بودند از: (مانلی‌ها، والریها، آیمیلی‌ها، کورنلی‌ها، فابیها، هوراتی‌ها، کلاودی‌ها، یولی‌ها و…). گذشته از پاتریسین ها(که از ابتدا، قدرت مطلق بودند) و پلبها(که بعدها تا حدی قدرت گرفتند) و گذشته از سازمان‌ها و تشکیلات ملی و پادشاهی که در رم پدیدآوردند، قدرت سومی هم در کشور وجود داشت و آن سنا بود که ظاهراً ابتدا از ۱۰۰ عضو و در پایان عهد سلطنتی از ۳۰۰ عضو تشکیل می‌شد. فقط پاتریسین‌ها می‌توانستند عضو سنا را داشته باشند و در مراسم عمومی مذهبی شرکت کنند. پلبین‌ها از جمیع حقوق مدنی، سیاسی و مذهبی محروم بودند و بدین ترتیب اهالی به دو دستهٔ جدا و متمایز از یکدیگر تقسیم می‌شدند.

### پلب‌ها
مدتی پس از استقرار طوایف و قبایل پاتریسین در روم، سکنهٔ شهر رم پیوسته و رفته رفته رو به افزایش گذاشت. اهالی سایر شهرها و ایالات ایتالیا نیز، برای زندگی به رم روی آوردند. از سوی دیگر، رومی‌ها شهرهای همجوار را تسخیر می‌کردند و بخشی از اهالی این شهرها را در روم اسکان می‌دادند. در ضمن آن‌ها بهترین اراضی همسایگان خویش را نیز تصرف می‌کردند و به «مزرعهٔ اشتراکی» (که مجموعه‌ای از قطعات زمین متعلق به پاتریسین‌ها بود)، پیوند می‌زدند. اهالی غیربومی روم و فرزندانشان را پلبیَن می‌نامیدند. اکثر آن‌ها زارع و پیشه‌ور بودند. قطعات زمینی که به پلبین‌ها می‌رسید، بسیار کوچک و نامرغوب بود. با این وجود در میان آن‌ها افراد ثروتمند نیز حضور داشتند. پلبین‌های ثروتمند عبارت بودند از: تُجّار و مالکان کشتی‌ها. پلبین‌ها از برخورداری از هرگونه حقوقی به‌طور کامل محروم بودند. آن‌ها نصیبی از مزرعهٔ اشتراکی نمی‌بردند و در مجلس ملی و سنای روم نیز حق شرکت نداشتند. با این وجود این تصور که همهٔ آنان جزو بردگان محسوب می‌شدند، با توجه به آنچه که گفتیم، صحیح نیست. (برخی پلب‌ها را به خطا در فارسی، بردگان ترجمه کرده‌اند و آن را مقابل کلمهٔ شهسواران که ترجمه‌ای برای پاتریسین هاست، قرار داده‌اند) تنها آن عده از پلبین‌هایی که مدیون بودند و به موقع قرضها و دیون خود را نمی‌پرداختند، توسط پاتریسین‌ها به بردگی گرفته می‌شدند.

## خدمات روم به تمدن
روم خدماتی به عالم تمدن کرده که یکی از آن‌ها متحد کردن تمام کشورهای مغرب و حوضه مدیترانه است که موجب شد زبان و آداب و رسوم و سنن و عرف و پول رایج و قانون متحدالشکل گردد، امری که در تسهیل انتشار دین مسیح و حفظ دنیای غرب هنگام هجوم قبایل وحشی عامل بسیار مهمی بود؛ مثلاً اگر به‌تعداد کشورهایی که اکنون در محل امپراتوری روم موجود هستند در آن‌زمان مملکت مستقل وجود داشت، شاید مسیحیت تا امروز در تمام آن منتشر نمی‌شد؛ حال آنکه ایمان آوردن امپراتور روم برای نشر این دین در تمام امپراتوری کافی بود.
دومین خدمت مهم روم تدوین مجموعه‌ای از قوانین است. قوانینی که در روم بود به‌واسطهٔ تصمیمات دادگاه‌ها و مقررات رفته‌رفته مبسوط گردید و چون فهرست نداشت، پیدا کردن قانون معینی دشوار شد تا اینکه به‌فرمان تئودئوس دوم در ۴۳۸ میلادی و ژوستینین در ۵۳۸ میلادی آن‌ها را به‌شکل مجموعه‌ای واحد درآوردند که تا امروز باقی است. ژرمن‌ها که بر روم تاختند و امپراتوری روم غربی را سرنگون کردند این قوانین را پذیرفتند، و مجموعهٔ آن در قرون وسطی کتاب درس دانشکده‌های حقوق شد و در دانشگاه‌ها معمول و متداول گشت. در قرون وسطی، اساس حقوق کلیسا بر همین مجموعهٔ قوانین بود و امروز پایهٔ حقوق برخی کشورهای متمدن بر آن استوار است. ممالک لاتینی چون اسپانیا و فرانسه و ایتالیا حقوقشان را از قانون روم گرفته‌اند. به‌واسطهٔ تصرف قسمتی از آمریکا توسط فرانسویان و اسپانیائیان در ۱۸۲۴ مجموعهٔ قوانینی به‌نام قوانین لوئیزیان تنظیم گردید که از مأخوذ از حقوق روم است و اسپانیائیان و پرتغالیان نیز، به‌نوبهٔ خود، پس از تصرف آمریکای مرکزی و جنوبی قوانین روم را در آن سامان معمول داشتند. ایران در دوران دودمان پهلوی نیز، که بخشی از نظام حقوقی‌اش را از فرانسه اقتباس کرده بود، از حقوق روم بهره برده بود.
بسط و توسعهٔ زبان لاتین نیز از خدمات روم است. الفاظ و واژه‌ها و حتی جملات لاتین در بیشتر زبان‌های اروپایی چون فرانسوی و انگلیسی و آلمانی و اسپانیولی و پرتغالی و ایتالیایی و زبان تمام آمریکای مرکزی و جنوبی بسیار فراوان است. در تمام قرون وسطی و آغاز عصر جدید، لاتین زبان علمی مغرب زمین بود و اصطلاحات علمی نیز غالباً از کلمات لاتین مشتق شده‌اند. در قرون وسطی و رنسانس، این زبان مهم‌ترین مادهٔ درسی بود؛ اما در نتیجهٔ جنبش اصلاح دینی، این زبان در ممالکی که مذهب پروتستان را پذیرفتند به‌تدریج منسوخ شد و زبان مادری هرکشور جای آن را گرفت، و نویسندگان و دانشمندان اروپا به‌تدریج زبان ملی را در تدریس و تألیف و تحریر به‌کار بردند، به‌طوری‌که در قرن هفدهم دیگر زبان علمی و فلسفی انحصار به لاتین نداشت و در زندگانی چندان بدان حاجت نبود و اهمیت پیشینش در مدارس را از دست داد،ولی هنوز هم مواد درسی لاتین و ادبیات لاتینی در برخی دانشگاه‌های اروپا تدریس می‌شود، برای نمونه در دانشگاه آکسفورد تا به‌امروز زبان و ادبیات رومی و یونانی بزرگ‌ترین اهمیت را دارد و توجهی که بدین مواد درسی می‌شود به‌علوم طبیعی و ریاضی نمی‌شود.
چهارمین خدمت رومیان تکمیل الفبای لاتین است که امروز تمام ملل متمدن بدان آشنا هستند. مبنای این الفبا الفبای فنیقی بود که از یونانیان اخذ کرده بودند و در جنوب ایتالیا میانشان معمول بود. رومیان آن را گرفته اضافاتی در آن وارد کردند. امروزه، به‌جز یونان (الفبای یونانی) و روسیه (الفبای سیریلیک) الفبای تمام اروپا و تمام آمریکای شمالی و مرکزی و جنوبی و استرالیا و بخش بزرگی از آفریقا و ترکیه همین الفبای لاتین است و پرکاربردترین الفبای جهان می‌باشد.
بالاخره، طرز فرمانروایی و ادارهٔ کشور و مختار گذاشتن هرشهری در کار خود و تعیین حدود و اختیاراتی برای آن نیز از میراث روم است که به کشورهای مغرب زمین رسید و اکنون در بیشتر آن‌ها، مانند انگلستان و ایالات متحده آمریکا، معمول و متداول است.

## هنر رومی

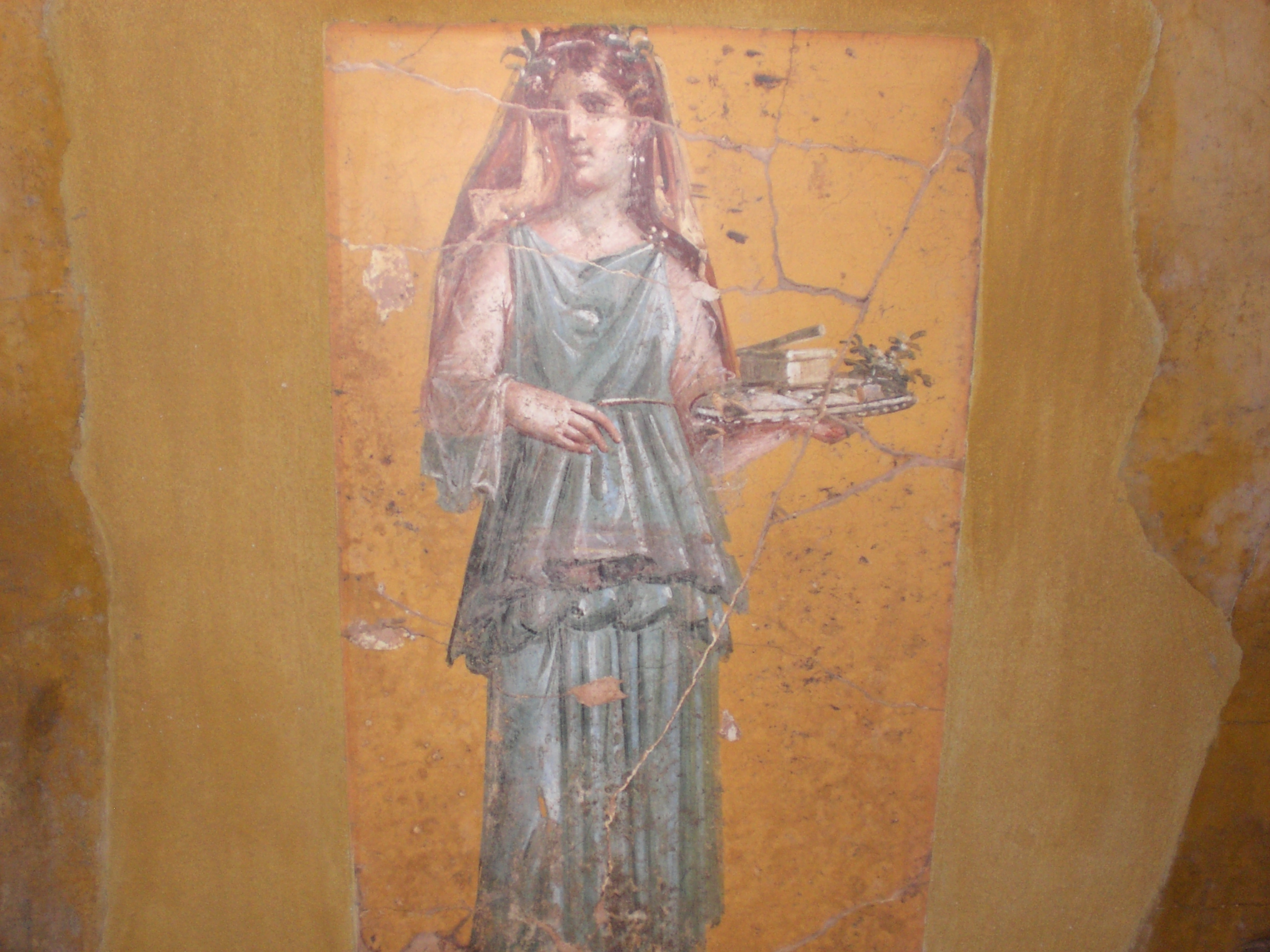
نقاشی رومی با آبرنگ روی گچ، زن با سینی، ویلایی در سن مارکو

با آغاز امپراتوری روم به مرور هنر این کشور بر هنر یونان تفوق یافت و جایگزین آن گردید. هنر روم بر اساس امپراتوری متحد الشکل این کشور ایجاد گردید و به امکانات نسبتاً واحدی دست یافت و در عرصه وسیعی گسترش پیدا کرد. در سده‌های اول و دوم میلادی، هنر هلنی (یونانی) که از خصایص و ویژگی‌های سوداگرایانه‌ای برخوردار بود بر هنر امپراتوری روم برتری داشت. بر اساس هنر یونان، پیکر تراشی که یکی از هنرهای برجسته و اصلی به‌شمار می‌رفت جایگزینِ نقاشی (هنر رومی) گردید. به مرور زمان ویژگی‌های هنر رومی رو به افزونی نهاد و نسبت به هنر یونانی پیشی گرفت به‌طوری‌که در قرن سوم پیش از میلاد، نمونه برداری و تقلید از آثار هنری یونان به پایان می‌رسید و هنر رومی بر هنر هلنی که به بن‌بست رسیده بود و هنری اشرافی محسوب می‌شد، تفوق حاصل کرد. این هنر (رومی) با رشد و نمو و توسعه چشمگیر به احراز مقام پیکر تراشی عصر کلاسیک یونان دست یافت. روم که از ابرقدرتهای شگفت‌انگیز دنیای باستان بود بعد از مرگ امپراتور تئودئوس کبیر به دو کشور پهناور تقسیم شد. اواخر دوران امپراتوری روم غربی به علت پایگاه طبقاتی سرداران از پایین‌ترین صفوف و جایگزینی آن‌ها بر اشرافیت هنر ویژگی‌های کلاسیک خود را از دست داد و خصلت‌های مردمی و شهری به خود گرفت و هنر یونان را از میان به در بُرد. آثار هنری روم به علت اوضاع اقتصادی، اجتماعی و حاکمیت سیاسی، بر خلاف آثار هنری یونان که بنابر شرائط اقتصادی، اجتماعی، یادبودی و فاقد حماسه و دراماتیک با خصلتها و ویژگی‌های تشریفاتی و انفرادی بود، شکلی حماسی، تاریخ‌نگاری و دراماتیک به خود گرفت.

## موسیقی رومی

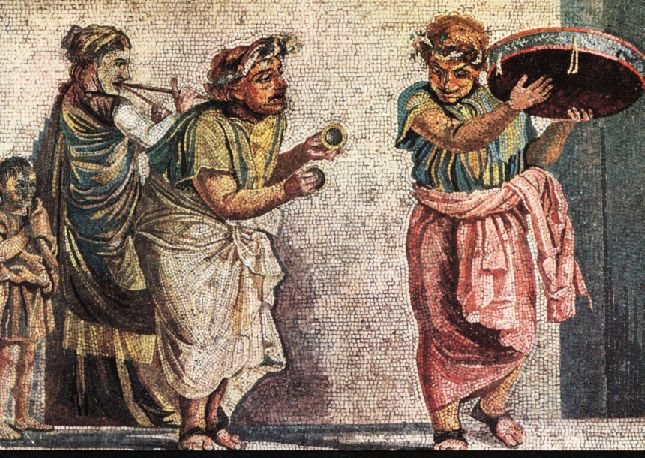
نواختن موسیقی توسط موسیقیدانان رومی، موزاییک رومی در شهر پامپی

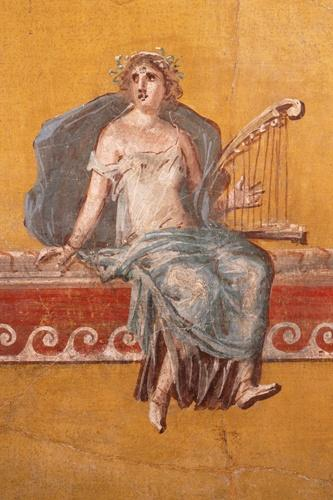
نقاشی دیواری رومی از چنگزن

بعد از یونان امپراتوری بزرگ روم آغاز گردید که پنج قرن به طول انجامید. حیات فرهنگی رومی‌ها در ابتدا تحت تأثیر و نفوذ یونانیان بود و در همه زمینه‌ها از آنان بهره می‌گرفت به خصوص موسیقی که از اهمیت فراوانی برخوردار بود. آن‌ها تعلیمات موسیقی را از یونانیان فرا گرفتند. (حتی تعلیم موسیقی به عهده یونانیان بود) به این طریق موسیقی و سازهای موسیقی یونان در روم رواج پیدا کرد و به دنبال آن موسیقیدانان رومی به وجود آمدند. از کارهای مهمی که توسط آن‌ها صورت می‌گرفت اجرای مراسم مذهبی و جشنهای درباری بود. البته موسیقی بیشتر در میهمانی‌ها و جشن‌ها به کار می‌رفت تا در مراسم مذهبی. قدمت موسیقی در روم به ۳۰۰۰ سال پیش از میلاد می‌رسد. در این کشور افراد فقیر به نوازندگی و خوانندگی به‌طور سیار پرداختند و اولین خنیاگران دوره‌گرد به وجود آمدند. به‌طوری‌که با سفر از شهری به شهر دیگر و با اجرای نمایشهای خیابانی، نوازندگی، خوانندگی و شعبده بازی موجب سرگرمی مردم می‌شدند که بعدها با اقتباس از آن‌ها اپرا شکل گرفت. وقتی که مسیحیت در روم استوار گردید در آنجا عناصری از ملوپه (آوازی موزون که دکلااسیون را همراهی می‌کند) یونانی و لاتین با تلاوت آیات عبری (Pslamedic نوعی شعر خوانی آوازگونه) در هم آمیخت. آواز کلیسایی مسیحی در نتیجه اختلاط موسیقی کنیسه‌ها (از راه کلیسای سوریه) که سرشار از ظرافتهای تزیینی بود با موسیقی همو فونیک یونانی که گرایشی به خواندن اشعار داستانی داشت پدیدار گشت. هم‌اکنون می‌توان تأثیر نغمات و کلام یونانی را در اروپای غربی مشاهده نمود. به‌طوری‌که در امپروپریا که متشکل از آیین نماز و نیایش بود و در روزهای بخصوصی اجرا می‌شد وقتی یک گروه به لاتین آواز می‌خواند دسته مقابل جواب آن‌ها را به یونانی می‌داد و نواهای آن‌ها از رنگ و بوی یونانی برخوردار بود. حتی رسالات و اناجیل اربعه که در مس‌های آیینی پاپ در کلیسای سن پیتر توسط راهبان اجرا می‌گردید اول به زبان لاتین سپس به زبان یونانی خوانده می‌شد. اکنون نیز قطعه شعر آللویا که در دیر بارکینگ باقی‌مانده است متناوب به زبان یونانی و لاتین در مراسم مخصوصی خوانده می‌شود. در روم مانند عصر طلائی یونان زمان، زمان پیشرفت و تمدن بود. بیشتر امپراتوران آن‌ها به موسیقی علاقه داشتند و به رشد و گسترش آن کمک بسیار می‌کردند. اهمیت آن به حدی رسید که بعضی از نمایشها را بدون کلام و فقط با موسیقی اجرا می‌کردند که به آن پانتومیم گفته می‌شود.

## خدایان روم باستان

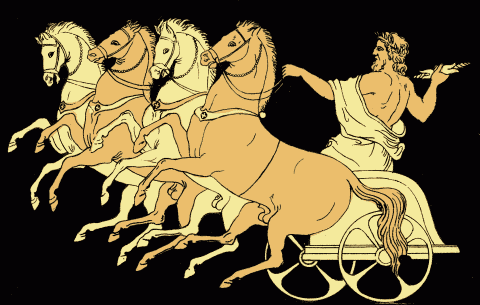
ارابه زئوس، ۱۷۸۹ داستانی از تراژدیانس، کلیسای آلفرد، یونان.

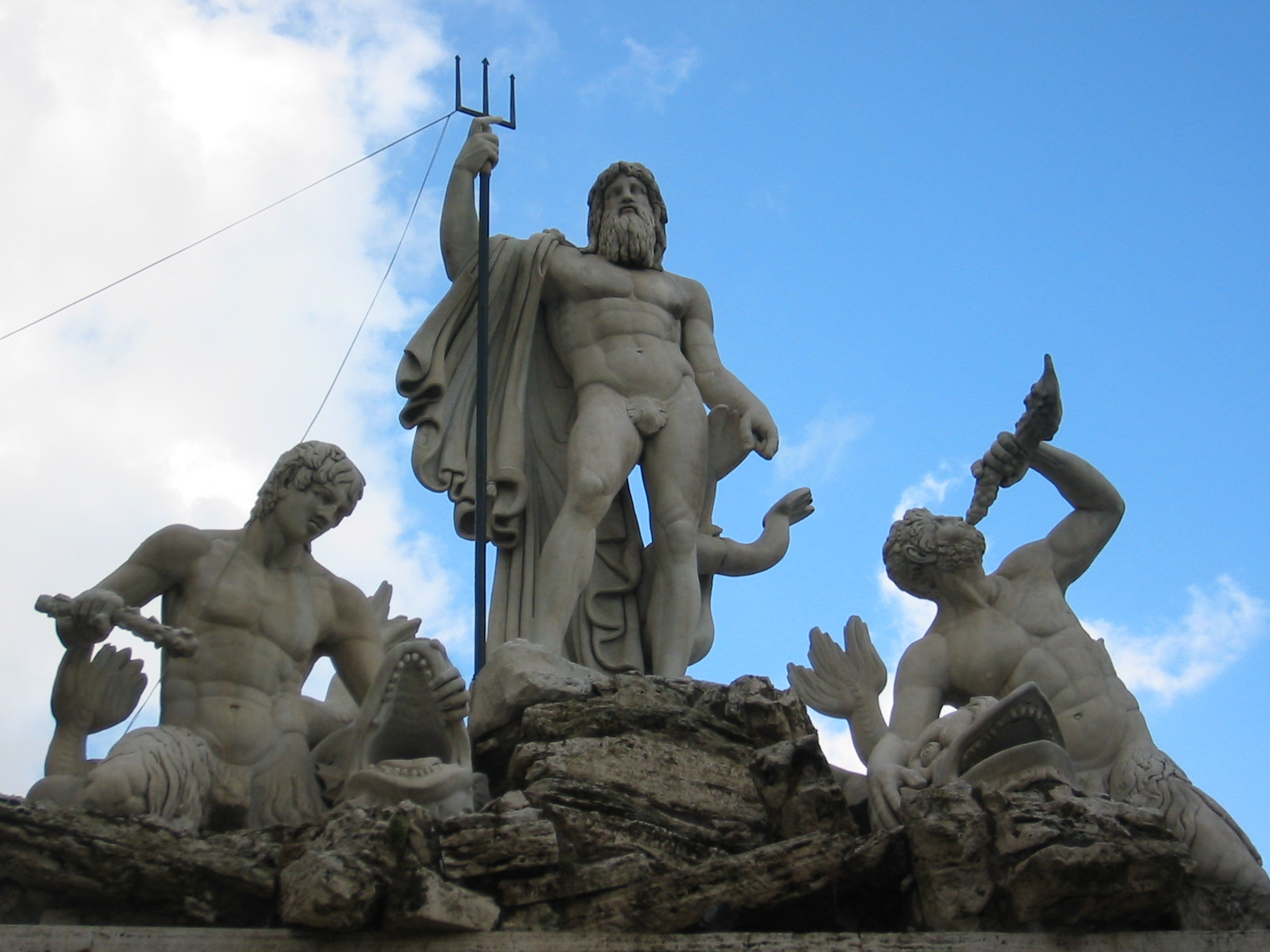
مجسمه پوزئیدون در آمستردام، هلند.

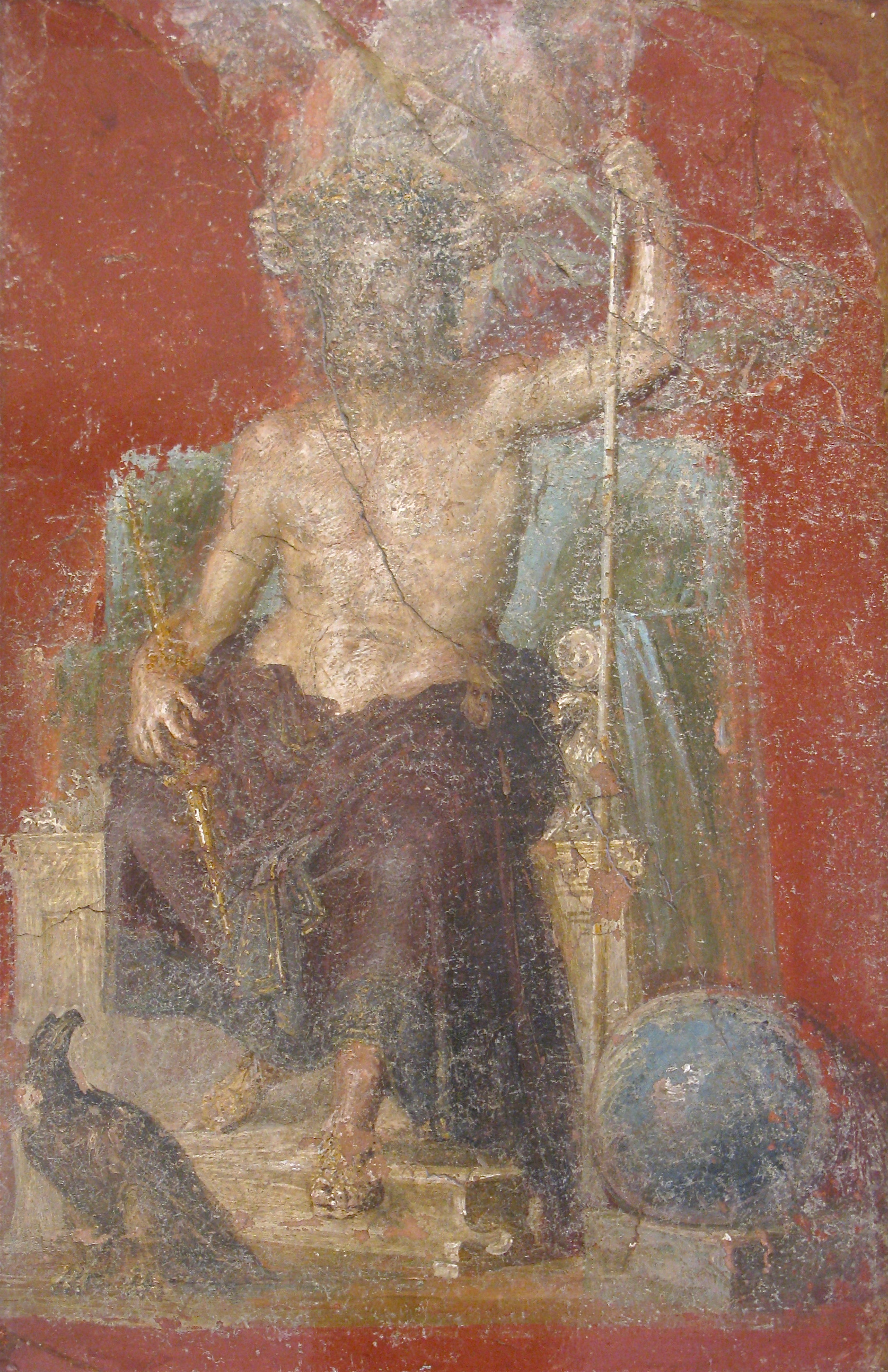
نقاشی ژوپیتر بر دیواری در پومپئی، با عقاب و جهان

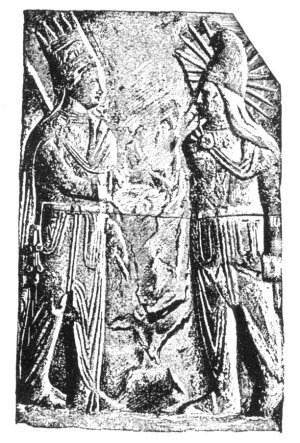
نقش برجسته میترا و آنتیوخوس یکم، کوه نمرود، قرن اول قبل از میلاد

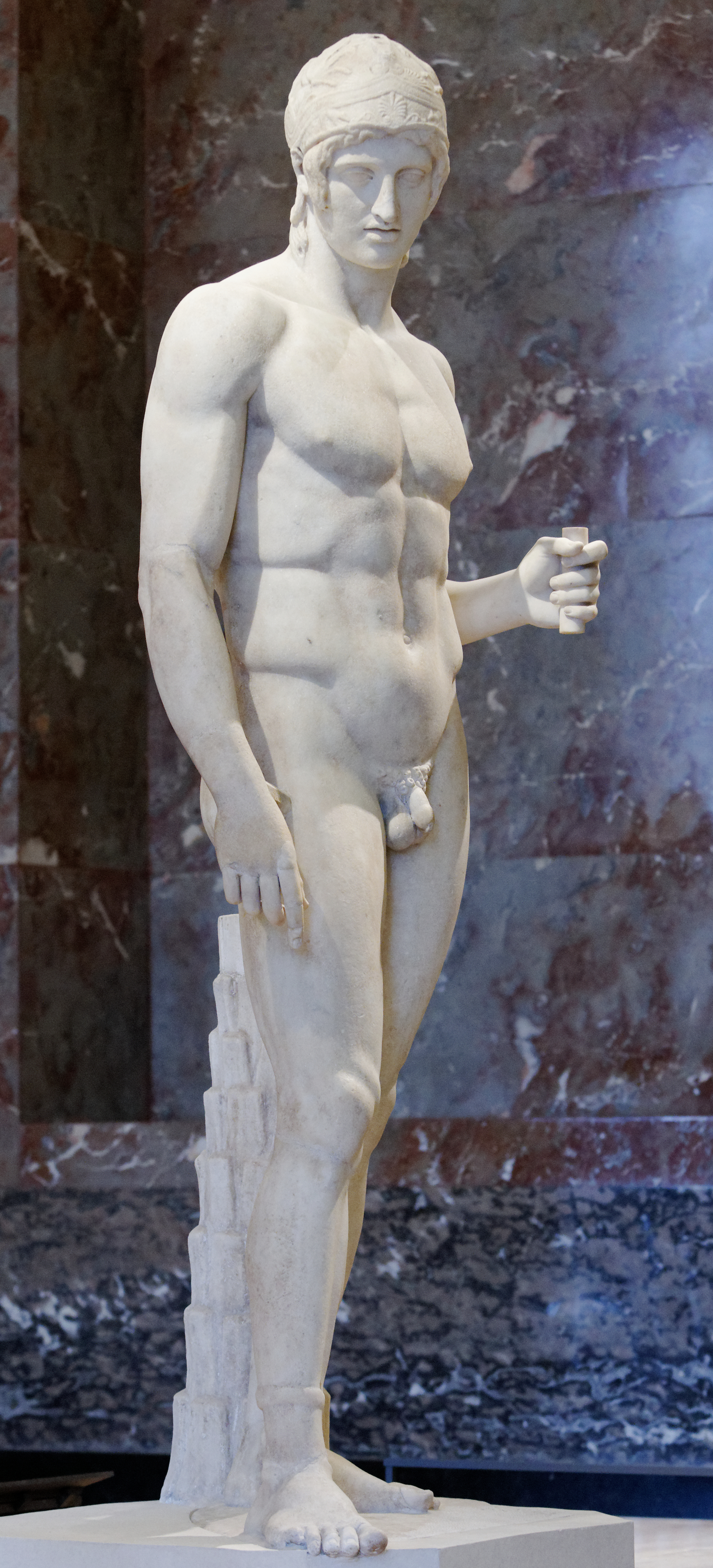
مجسمه آرس در موزه لوور

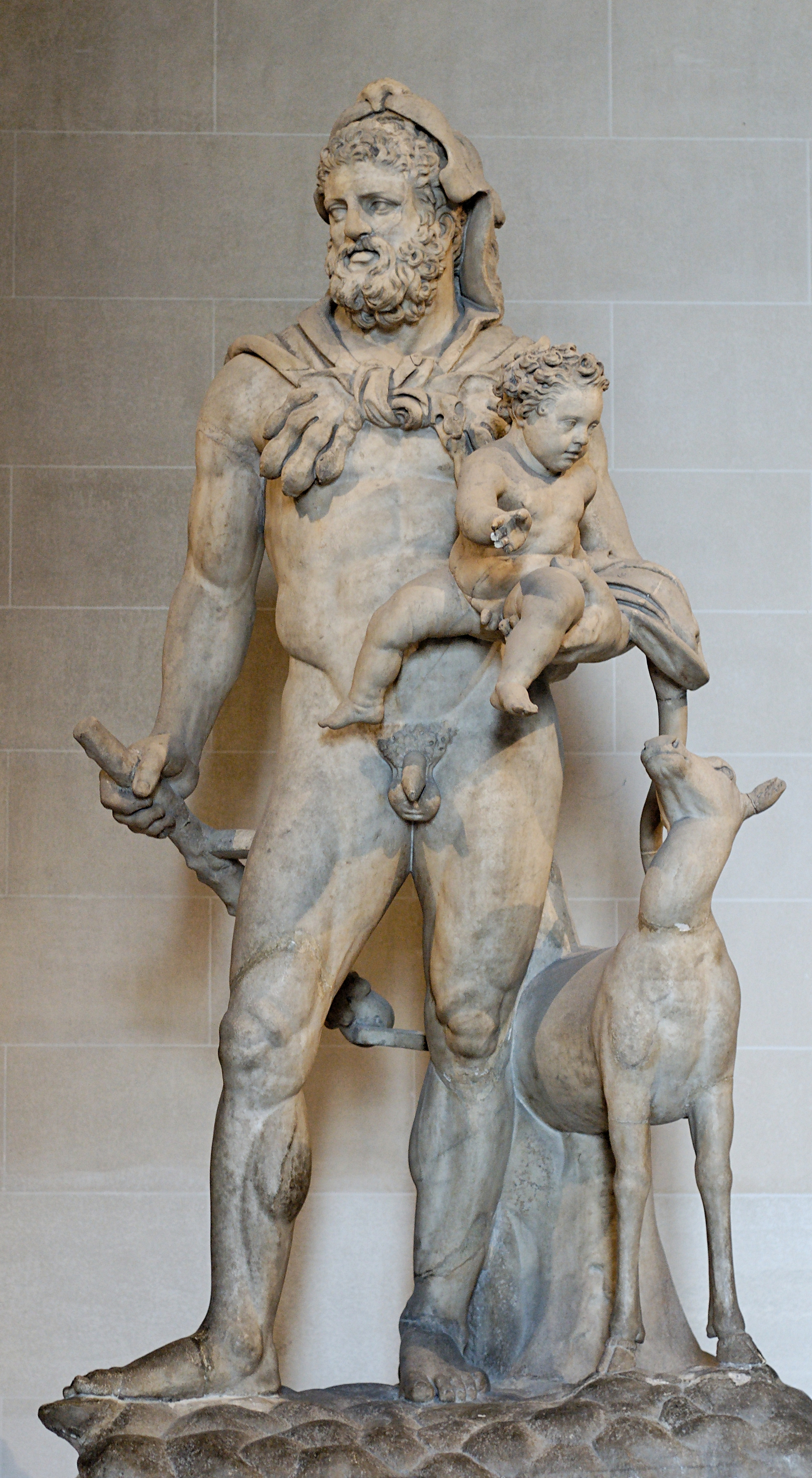
مجسمه مرمری از هرکول و فرزند خود تلفوس

### اُلِمپ
خدایان المپ یا اُلِمپ نشینان، خدایان ۱۲ تن بودند که پس از سرنگونی تایتانها (Titans خدایان اولیه) به حکومت پرداختند. کوه المپ محل نبرد تایتانها با خدایان دوازده‌گانه بود و بعدها هم به عنوان محل زندگی خدایان از آن نام برده شد. تمام المپ نشینان به نوعی با یکدیگر نسبت داشتند و بنا به شرایط زمانه هر از گاهی یک یا چند تن از آن‌ها بیشتر مورد توجه قرار می‌گرفت. برای مثال اگر در زندگی واقعی، همسر حاکم یا شخص قدرتمند منطقه از شخصیت قوی یا خانواده مهمتری بود، خدایان زن و به خصوص ژونو که خدای مادر بود مورد توجه می‌گرفت. اگر جنگی در میان بود، معبد خدای جنگ بیشتر مورد توجه قرار می‌گرفت.

### ژوپیتر
ژوپیتر فرزند ساترن بود. او پدرش را سرنگون کرد و بر سر حکومت با برادرانش نپتون و پلوتو قرعه کشی کردند، ژوپیتر در نتیجه این قرعه کشی به نام بزرگ خدایان شناخته شد، او فرمانروای آسمان و باران و اسلحه اش آذرخش است که آن را به سمت کسی که او را ناخشنود کرده، پرتاب می‌کرده است. یکی از مواردی که او را بسیار خشمگین می‌کرد دروغگویی و پیمان‌شکنی بوده است. ژوپیتر ژونو را به همسری گرفت اما به خاطر داشتن ماجراهای عشقی فراوان شهرت داشته است.

### نپتون
نپتون برادر ژوپیتر است و در قرعه کشی که پس از سرنگونی پدرشان انجام شد، دریا را به دست آورد و به نام خدای دریا شناخته می‌شود. دریانوردان و ماهیگیران از پرستندگان او به‌شمار می‌روند. نپتون با سالاسیئا (Salacia) که نوه نرئوس تایتان آب‌های به هم پیوسته جهان، ازدواج کرد. اسلحه او یک نیزه سه شاخه است، که می‌تواند جهان را بلرزاند و هر چیزی را درهم بشکند. او پس از ژوپیتر قدرتمندترین خدا است و طبیعتی ستیزه‌جو و حریص دارد، به همین دلیل برای به دست آوردن شهرهای خدایان دیگر، با آن‌ها درگیر می‌شده است.

### پلوتو
پلوتو، در قرعه کشی با برادرانش، بدترین سهم را برنده شد و آن جهانِ زیرزمین یا دنیای مُردگان است. از آنجایی که رُعایای پلوتو را مُردگان تشکیل می‌دادند، او به کسانی که موجب افزایش جمعیت سرزمینش می‌شدند بسیار علاقه داشت. مانند ارینی‌ها (Erinnyes) یا خشم و ناامیدی، که کارشان تعقیب گناهکاران و سوق دادن آن‌ها به سمت خودکشی بود. پلوتو به دلیل حکومت بر زیرزمین، صاحب معادن زیرزمینی هم بود و خدای پروت هم به‌شمار می‌رفت. همسر او پروسرپینا بود که توسط پلوتو ربوده شده بود. هادس خدای جهان مردگان بود اما خدای مرگ نبود، تاناتوس (Thanatos) خدای مرگ بود.

### دیگر خدایان روم و باستان
- ژوپیتر: پادشاه خدایان
- آپولو: خدای موسیقی و پیشگویی و نباتات
- مینروا: رب‌النوع عقل و هنر
- دیانا: الهه زمین و شکار
- ونوس: الهه عشق و زیبایی
- آنو: خدای آسمان
- انیل: خدای زمین
- اوشنوس: خدای اقیانوس‌ها
- ایشتار: خدای عشق و باروری
- سیس: الهه دریا
- دثا: الهه سیل
- دمتر: الهه زراعت
- زئوس: خدای خدایان
- شاماس: خدای خورشید
- باکوس: الهه شراب
- میترا: الهه مهر، خورشید و راستی
- ناناز: خدا ماه
- نپتون: خدای دریاها
- ولکان: خدای آتش
- ومته: الهه خیر و نیکی
- هرکول: الهه شجاعت
- مرکوری: خدای تجارت
- وستا: الهه آتش
- وولکان: خدای صنعت
- یرس: الهه گناه
- هادس: خدا مردگان
- دیمتر: الههٔ میوه‌ها و گیاهان
- هفائستوس: رب‌النوع زرگران
- کرونوس: فرمانروا تایتان‌ها
- آمفریته: الهه دریاها (همسر پوزیدون)
- نمیسیس: الهه انتقام
- کلوتو، لاچه سیس، آترپوس: سه الهه تقدیر
- پن: یاور شکارچیان
- پوزئیدون: خدای اقیانوس‌ها
- اریس: الهه نفاق
- آرس: خدای جنگ
- پرسفون: الهه شکار
- تتیس: الهه دریاها (مادر آشیل)
- پالاس: یکی دیگر از خدایان جنگ
- فوبوس: خدای آفتاب
- باکوس: الهه خوشگذرانی
- یونو: الهه آسمان
- پاندورا: الهه تمام نعمت‌ها
- آریون: الهه موسیقی

### سالشمار برخی رویدادها
- در سال ۱ میلادی پیمان‌نامه فرهاد پنجم با امپراتوری روم منعقد می‌گردد. به موجب این پیمان قُوای اشکانی از ارمنستان دست‌کشی و عقب‌نشینی می‌کنند.[۱۵]
- در سال ۶۶ میلادی نرون پادشاه امپراتوری روم، تیرداد یکم را به پادشاهی ارمنستان منصوب می‌کند. سلسله اشکانی ارمنستان رسماً تحت استیلای امپراتوری روم بنیان نهاده شد.[۱۶]
- ۱۱۴ میلادی: آغاز فتوحات و لشکرکشی‌های تراژان به سمت شرق. امپراتوری روم علیه دولت اشکانی اعلان جنگ کرد و ارمنستان را ضمیمه خاک خود کرد.[۱۵]
- ۱۲۲ میلادی: اعلام صلح بین دولت اشکانی و امپراتوری روم.[۱۵]
- ۱۶۳ میلادی: شکست قوای اشکانی از اویدیوس کاسیوس سردار رومی.[۱۵]
- ۱۹۵ میلادی: سپتیموس سوروس پادشاه امپراتوری روم به ارتش بلاش پنجم حمله کرد.[۱۵]
- ۲۱۷ میلادی: مرگ کاراکالا شاه رومی. برقراری صلح بین اشکانیان و رومیان.[۱۵]
- ۲۳۰ میلادی: لشکر ساسانی به نواحی تحت حکمرانی امپراتوری روم در جزیره میانرودان یورش بردند و شهر نصیبین را محاصره کردند ولی نتوانستند این شهر را تسخیر کنند.[۱۵]
- حدود ۲۳۷ تا ۲۳۸ میلادی: اردشیر بابکان پادشاه ساسانی حملات جدیدتری علیه پادشاهی روم آغاز کرد و شهرهای نصیبین و حران را فتح نمود.[۱۵]
- ۲۵۲ تا ۲۵۶ میلادی: لشگرکشی و درگیری‌های شاپور یکم در ایالات شرقی امپراتوری روم.[۱۵]
- حدود ۲۵۹ میلادی: شکست و اسارت والرین پادشاه روم توسط شاپور یکم.[۱۵]
- حدود ۲۶۰ میلادی: اردوکشی و یورش دومات شاپور یکم در ایالات شرقی امپراتوری روم.[۱۵]
- ۲۹۶ میلادی: نرسه یا یورش به ارمنستان ضمن بیرون راندن تیرداد سوم، قوای امپراتوری روم را شکست می‌دهد.[۱۵]

### کتابشناسی
- ناردو، دان (۱۳۸۴). انحطاط و فروپاشی امپراتوری روم. ترجمهٔ منوچهر پزشک. تهران: انتشارات ققنوس. شابک ۹۷۸-۹۶۴-۳۱۱-۵۷۶-۰.
- محمدپناه، بهنام (۱۳۸۸). اسرار تمدن روم باستان. تهران: انتشارات سبزان. شابک ۹۷۸-۶۰۰-۵۰۳۳-۷۱-۷.
- مک‌الوی، ویلیام (۱۳۸۲). تاریخ کلیسای قدیم در امپراطوری روم و ایران. ترجمهٔ علی نخستین. تهران: اساطیر. شابک ۹۶۴-۳۳۱-۱۶۵-۱.
- لوکاس، هنری (۱۳۷۶). تاریخ تمدن. ترجمهٔ عبدالحسین آذرنگ. تهران: سازمان انتشارات کیهان. شابک ۹۶۴-۴۵۸-۰۵۴-۰.